# Husum

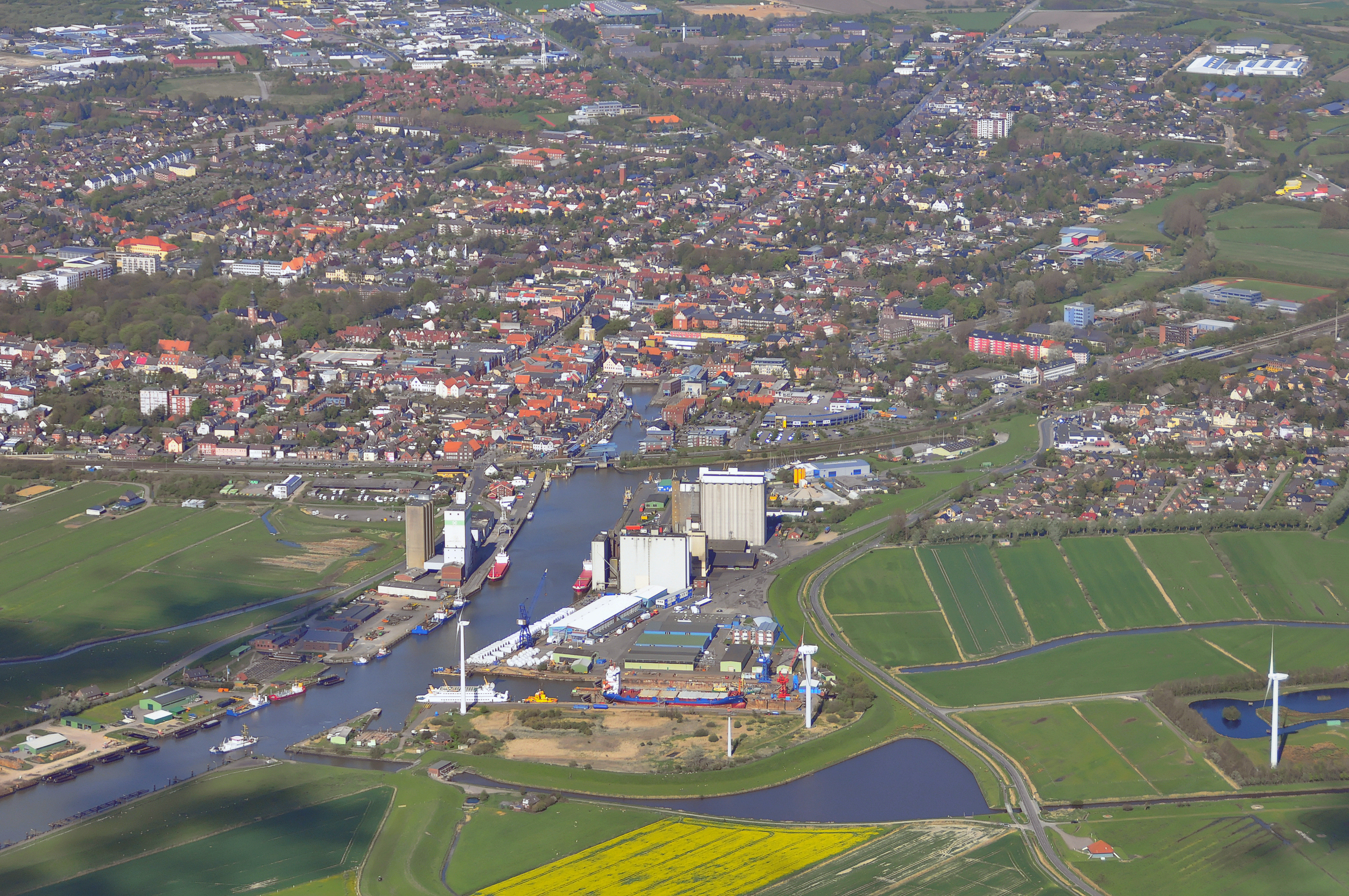
Luftbild von Westen (Mai 2012)

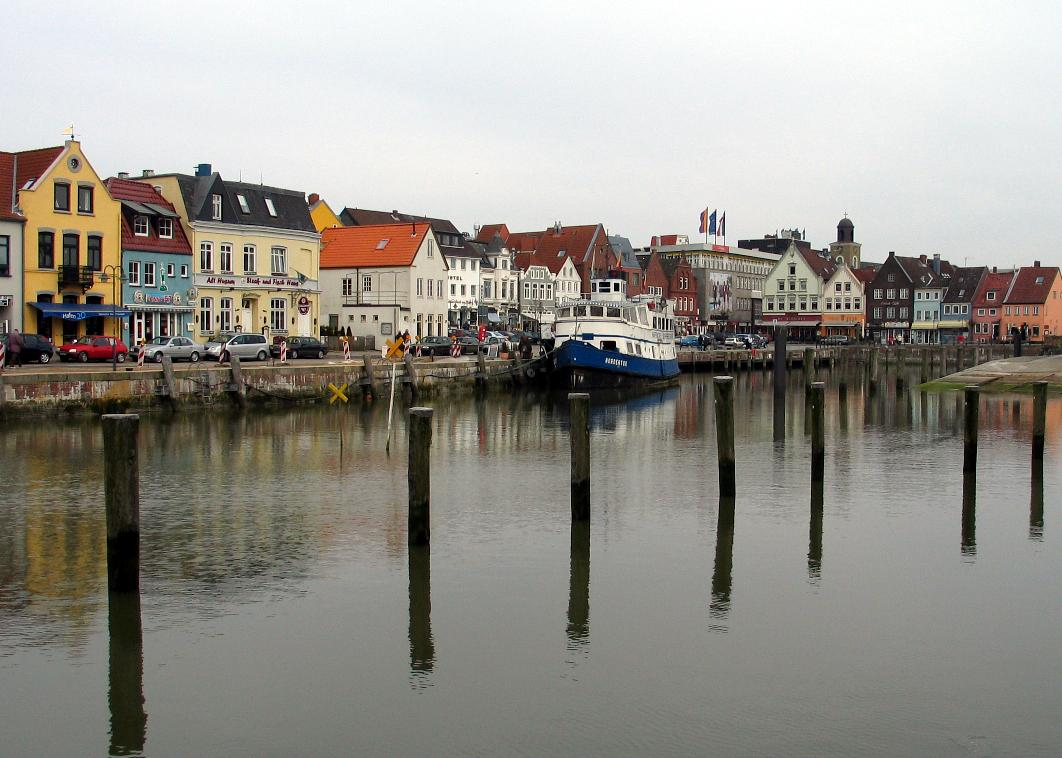
Blick auf die Stadt über den Husumer Binnenhafen

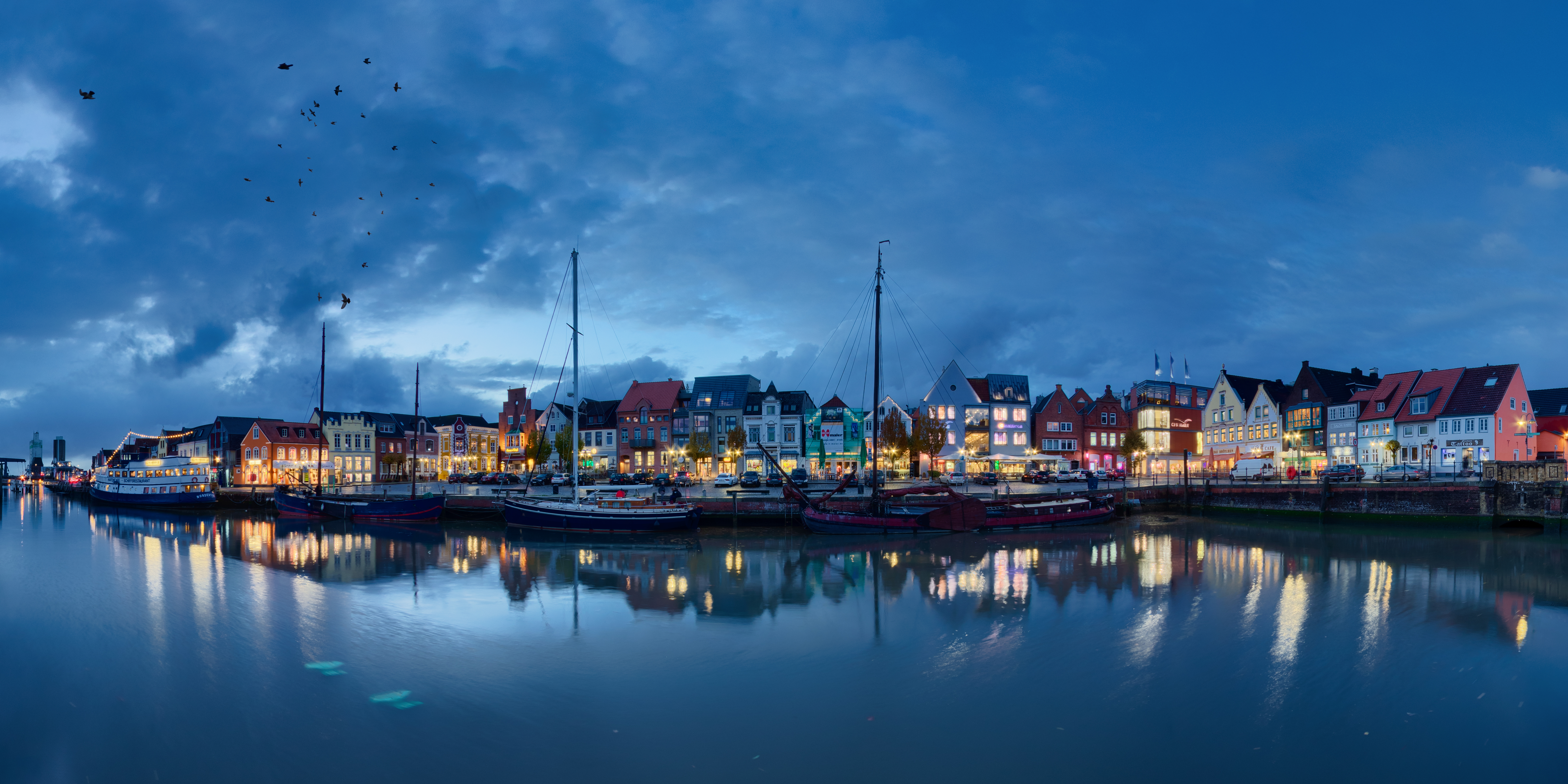
Husumer Binnenhafen am Abend

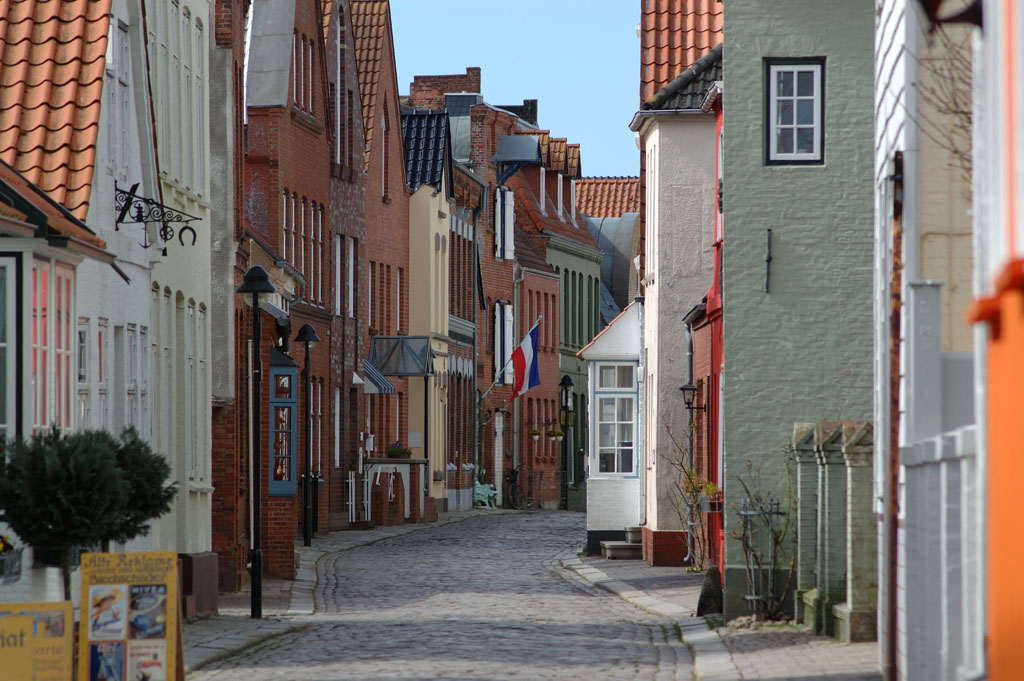
Blick in die Wasserreihe

Husum (nordfriesisch Hüsem) ist Kreisstadt des Kreises Nordfriesland in Schleswig-Holstein. Theodor Storms Gedicht Die Stadt bescherte Husum den Beinamen „graue Stadt am Meer“.

## Geographie

### Geographische Lage
Das Stadtgebiet von Husum erstreckt sich zu beiden Seiten der Husumer Mühlenau. Sie fließt durch das Stadtgebiet von Ost nach West und mündet vorgelagert ins Wattenmeertief der Hever. Im nördlich angrenzenden Außenbereich wurden 1495 zunächst der Porrenkoog (ursprünglich: Nordhusumer Koog) und 1848 der Dockkoog zur Sicherung des Husumer Stadtgebiets eingedeicht. An beiden Kögen fließt die Husumer Mühlenau südlich angrenzend im nordfriesischen Wattenmeerbereich vorbei. Die Husumer Mühlenau wird durch eine Seeschleuse von der Nordsee abgekoppelt, so dass das Wasser im Gezeitengang nur begrenzt ins Stadtgebiet fließen kann.
Die Stadt liegt am Übergang der Naturräume Bredstedt-Husumer Geest in den südwestlich davon beginnenden Landschaftsraum Eiderstedter Marsch. Der nordwestlich gelegene Stadtteil Schobüll befindet sich auf dem hier nach Nordwesten vorrückenden Geestrücken.

### Nachbargemeinden
| Wobbenbüll | Hattstedt                                   | Horstedt  |
|            | Kompassrose, die auf Nachbargemeinden zeigt | Schwesing |
| Simonsberg | Südermarsch                                 | Mildstedt |

### Stadtgliederung
Die Volkszählung 1987 registrierte die Einwohnerzahlen auf Basis des folgenden Wohnplatzverzeichnisses. Danach gliederte sich die Stadt wie folgt:
- Dockkoog
- Dreimühlen (dänisch: Tremølle)
- Husum (Kernstadt)
- Kielsburg (dänisch: Kilsborg)
- Rödemis (dänisch: Rødemis, nordfriesisch: Rööms; 1938 eingemeindetes Dorf im Süden der Stadt) mit Norderschlag (neues Wohngebiet) und Fischersiedlung
- Schauendahl (Skovdal)[3]

Die erst zum 1. Januar 2007 eingemeindete Gemeinde Schobüll gliederte sich im Wohnplatzverzeichnis von 1987 wie folgt:
- Altendorf
- Halebüll (dänisch: Halebøl, nordfriesisch: Hälbel)
- Hockensbüll (dänisch: Hokkensbøl, nordfriesisch: Hukensbel)
- Hockensbüllfeld
- Kronenburg
- Lund
- Porrenkoog (nordfriesisch: Porekuuch)[5]
- Schobüll (dänisch: Skobøl, nordfriesisch: Schööbel)

Weitere Untergliederungen der Kernstadt Husum sind ebenfalls verbreitet:
- Altstadt
- Gewerbegebiet Ost
- Innenstadt
- Neustadt (dänisch: Nystaden)
- Nordhusum (dänisch: Nørre Husum) (historisches, 1929 eingemeindetes Dorf)
- Osterhusum (dänisch: Øster Husum) (historisches, 1938 eingemeindetes Dorf)
- Marmeladenviertel (Neubaugebiet von 1984 bis 1992)

### Klima
Die Sonnenscheindauer liegt im Jahresmittel bei 2317,7 Stunden. Der sonnenreichste Monat ist der Juni mit 308,23 Stunden. Die wenigsten Sonnenstunden hat der Januar mit 78,51 Stunden.
Die mittlere Jahrestemperatur beträgt 9,5 °C. Der durchschnittlich wärmste Monat ist der Juli mit 17,6 °C, der kälteste der Januar mit 2,0 °C.
|                        | Jan  | Feb  | Mär | Apr  | Mai  | Jun  | Jul  | Aug  | Sep  | Okt  | Nov | Dez |   |      |
| Mittl. Temperatur (°C) | 2,0  | 2,1  | 4,1 | 8,1  | 12,3 | 15,2 | 17,6 | 17,3 | 14,6 | 10,5 | 6,3 | 3,4 | ⌀ | 9,5  |
| Mittl. Tagesmax. (°C)  | 3,8  | 4,4  | 7,2 | 12,1 | 16,1 | 18,7 | 21,0 | 20,6 | 17,6 | 13,0 | 8,2 | 5,2 | ⌀ | 12,4 |
| Mittl. Tagesmin. (°C)  | −0,0 | −0,2 | 1,0 | 4,1  | 8,1  | 11,4 | 13,8 | 13,8 | 11,6 | 8,0  | 4,2 | 1,5 | ⌀ | 6,5  |
|                        |      |      |     |      |      |      |      |      |      |      |     |     |   |      |
| Niederschlag (mm)      | 74   | 57   | 58  | 50   | 59   | 77   | 82   | 89   | 79   | 79   | 71  | 73  | Σ | 848  |

| −0,0 |

| −0,2 |

| 1,0 |

| 4,1 |

| 8,1 |

| 11,4 |

| 13,8 |

| 13,8 |

| 11,6 |

| 8,0 |

| 4,2 |

| 1,5 |

| −0,0 |

| −0,2 |

| 1,0 |

| 4,1 |

| 8,1 |

| 11,4 |

| 13,8 |

| 13,8 |

| 11,6 |

| 8,0 |

| 4,2 |

| 1,5 |

| N i e d e r s c h l a g | 74  | 57  | 58  | 50  | 59  | 77  | 82  | 89  | 79  | 79  | 71  | 73  |
|                         | Jan | Feb | Mär | Apr | Mai | Jun | Jul | Aug | Sep | Okt | Nov | Dez |

## Geschichte

### Anfänge der Besiedlung
Auf dem Areal der heutigen Stadt gab es Siedlungsplätze der Vor- und Frühgeschichte. Bei verschiedenen archäologischen Arbeiten – so z. B. bei der Trockenlegung des Osthusumer Mühlenteichs in den Jahren 1866 und 1867, dem Bau der Eisenbahnbrücke über den Hafen im Jahr 1885 und der neuen Schleuse für die Schifffahrt 1902 – traten entsprechende Funde aus der Steinzeit zu Tage.
War in der Vergangenheit der Nachbarort Mildstedt das Zentrum in diesem Gebiet, so wandelte sich nach der Zweiten Marcellusflut die Bedeutung des Ortes: Die als „Grote Mandränke“ bezeichnete Sturmflut zerstörte weite Teile der Küste. Das Land wurde zerrissen, Inseln und der Ort Rungholt versanken, ganze Landstriche wurden dauerhaft unter Wasser gesetzt. Dadurch war Husum fortan eine Hafenstadt. Die Husumer, die nun direkten Zugang zum Meer besaßen, richteten einen Marktplatz ein. Waren konnten direkt aus weit entfernten Orten auf dem Schiffswege angeliefert werden, und es entwickelte sich schon bald ein blühender Markt.

### Urbanisierung
Es sollte der Anfang vom Aufstieg der heutigen nordfriesischen Kreisstadt sein. Schon im Jahr 1372 hatte Husum an Bevölkerung sehr zugenommen und sich bis 1398 so vergrößert, dass zwei Dörfer daraus entstanden, die bis 1431 die Namen Oster- und Westerhusum führten.
Das beginnende 15. Jahrhundert war durch den Bedeutungszuwachs des städtischen Hafens gekennzeichnet. Dieser resultierte aus einem Streit Dänemarks mit der Hanse. Als zu dieser Zeit die Kriegsschiffe der Hanse mehrmals den Sund für alle Handelsschiffe sperrten, die nicht aus Hansestädten stammten, verfügte der dänische König, dass Waren in Husum angelandet und von dort auf dem Landweg nach Flensburg transportiert werden sollten.
Im Jahr 1409 wurde der Ortsname Husum erstmals erwähnt. Er leitet sich aus dem Wortstamm Hus, was so viel wie Häuser bzw. Siedlung bedeutet, und dem Suffix -um aus dem nordischen „an der Au“ ab.
Im Jahr 1421 erhielt Husum die Gerechtigkeit als Flecken. Durch den Vertrag vom Tage St. Lukas löste man sich 1448 aus dem Kirchspiel Mildstedt. Mit der Einweihung der ersten Kirche 1507 war die Loslösung vollendet. Damals wuchs Husum auf gut 3000 Einwohner und entwickelte sich zu einem wichtigen Hafen- und Marktplatz in Nordfriesland.
In Husum befand sich ab etwa 1440 ein Leprosorium, das als St.-Jürgen-Hospital bekannt war und sich ursprünglich im Nordosten der Stadt, ab 1571 im Osterende befand. Nachfolger des Leprosoriums war das „Gasthaus zum Ritter St. Jürgen“, das heute ein Altersheim ist.

### Frühe Neuzeit

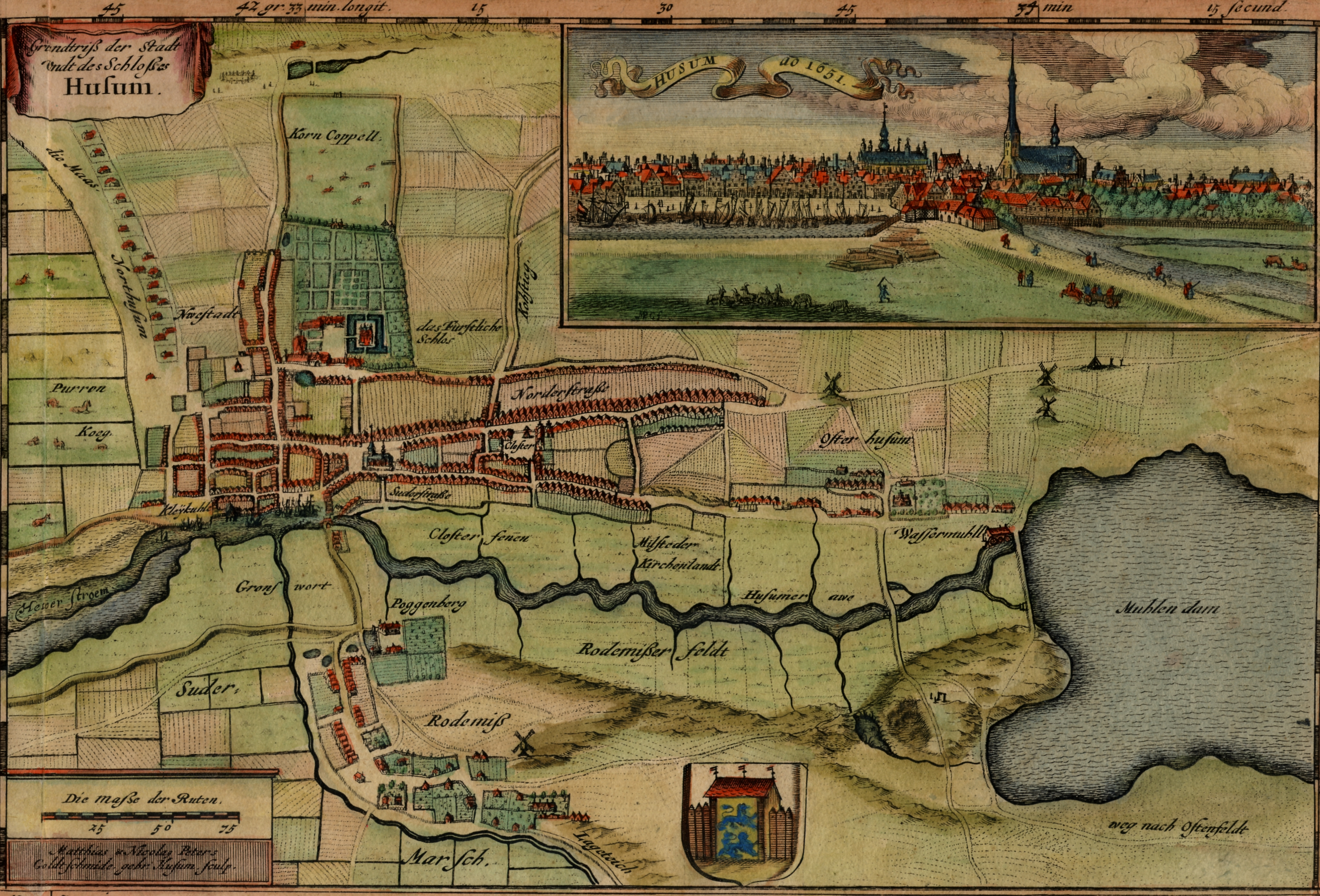
Grundriss der Stadt und des Schlosses Husum (Johannes Mejer, 1651)

Im Jahr 1465 erhielt Husum von Christian I. das Privileg, einen Stadtvogt anzustellen und eigenes Gericht abzuhalten, sowie die Erlaubnis, den Ort mit einer hölzernen Palisade zu befestigen. Schon um 1472 wollten die Husumer Stadtrechte erlangen und beteiligten sich an dem erfolglosen Aufstand gegen König Christian I., der durch dessen Bruder, den Grafen Gerhard VII., Graf von Oldenburg, initiiert worden war. König Christian ließ 1472 den Ort einnehmen. Durch die Fürsprache des Amtmannes von Ahlefeld und des Stallers Tede Feddersen wurde die Zerstörung des Fleckens zwar abgewendet, aber eine harte Brandschatzung, die Entziehung aller Privilegien, die Exekution von rund 70 Bürgern einschließlich der Anführer und die Landverweisung weiterer Bürger vernichtete praktisch den Ort in seiner Blüte. Es wurde eine harte Strafsteuer verhängt, die erst 1878 abgeschafft wurde.
Von 1512 bis 1521 hatte der Walsroder Bildschnitzer Hans Brüggemann seine Werkstatt in Husum und fertigte von hier aus den Bordesholmer Altar sowie den Engel des verlorengegangenen Tabernakels für die alte Husumer Marienkirche. Vertrieben durch die im Norden immer weiter um sich greifende Reformation, ging Brüggemann 1523 zurück in seine Geburtsstadt Walsrode.
Im Jahre 1522, als mit dem Husumer Taler der erste schleswig-holsteinische Taler geprägt wurde, hielt mit den evangelischen Predigten des seit 1514 an der Marienkirche angestellten Predigers Hermann Tast die Reformation Einzug in der Stadt. Sie nahm 1527 offiziell den lutherischen Glauben an. Als eine der ältesten Lateinschulen wurde im selben Jahr die Husumer Gelehrtenschule gegründet, die heutige Hermann-Tast-Schule.
Der ab 1544 in den gottorfschen Anteilen des Herzogtums Schleswig regierende Herzog Adolf von Schleswig-Holstein-Gottorf ließ sich ab 1577 als Residenz an der Westküste am Ort eines aufgelassenen Klosters das Schloss vor Husum erbauen.
Am 20. April 1603 wurde dem Ort durch Herzog Johann Adolf das Stadtrecht verliehen.
Die Gründung der benachbarten Stadt Friedrichstadt 1621 wirkte sich auf die wirtschaftliche Entwicklung Husums negativ aus. 1634 zerschlug die Burchardiflut die durch Landwirtschaft reich gewordene Insel Alt-Nordstrand. Husum wurde selbst nicht sehr stark getroffen, aber viele Bauern aus der Umgebung, die regelmäßig zum Markt gekommen waren, verloren ihr Leben, viele Überlebende ihren gesamten Besitz. Der wirtschaftliche Höhenflug war vorerst beendet.

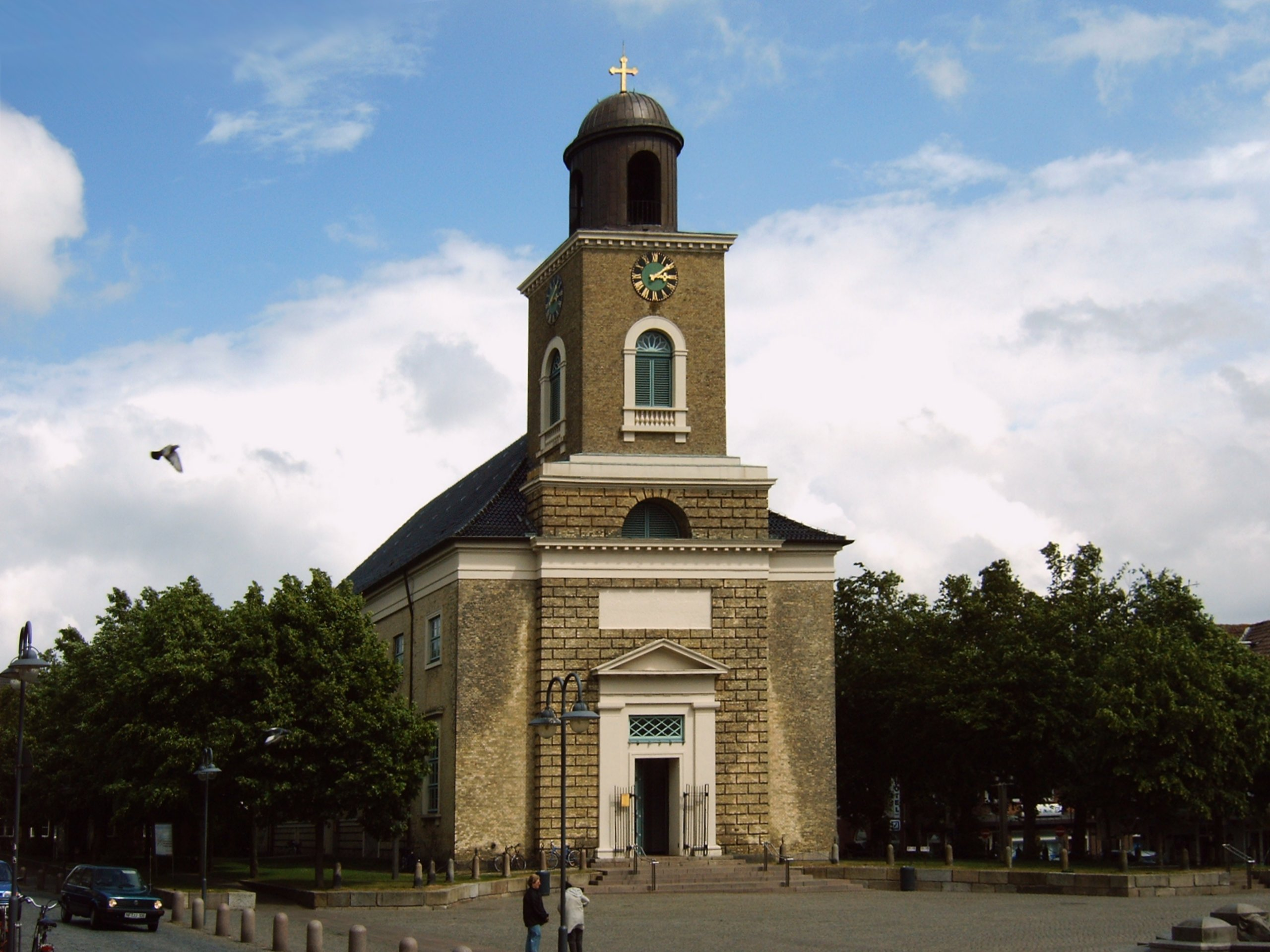
Marienkirche, 1829–1833 im klassizistischen Stil von Dänemarks goldenem Zeitalter nach Entwürfen von Christian Frederik Hansen gebaut

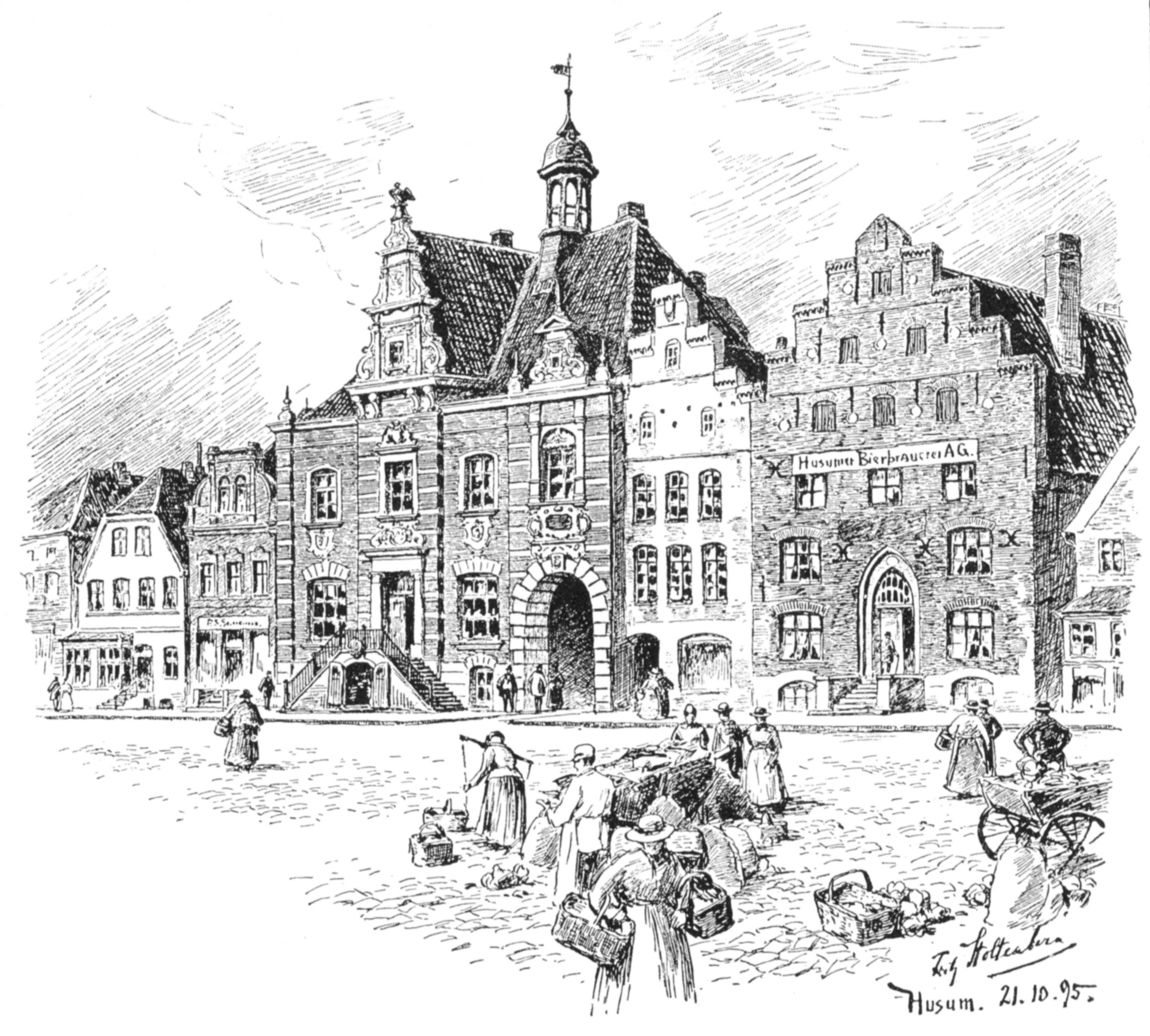
Marktplatz mit Rathaus um 1895

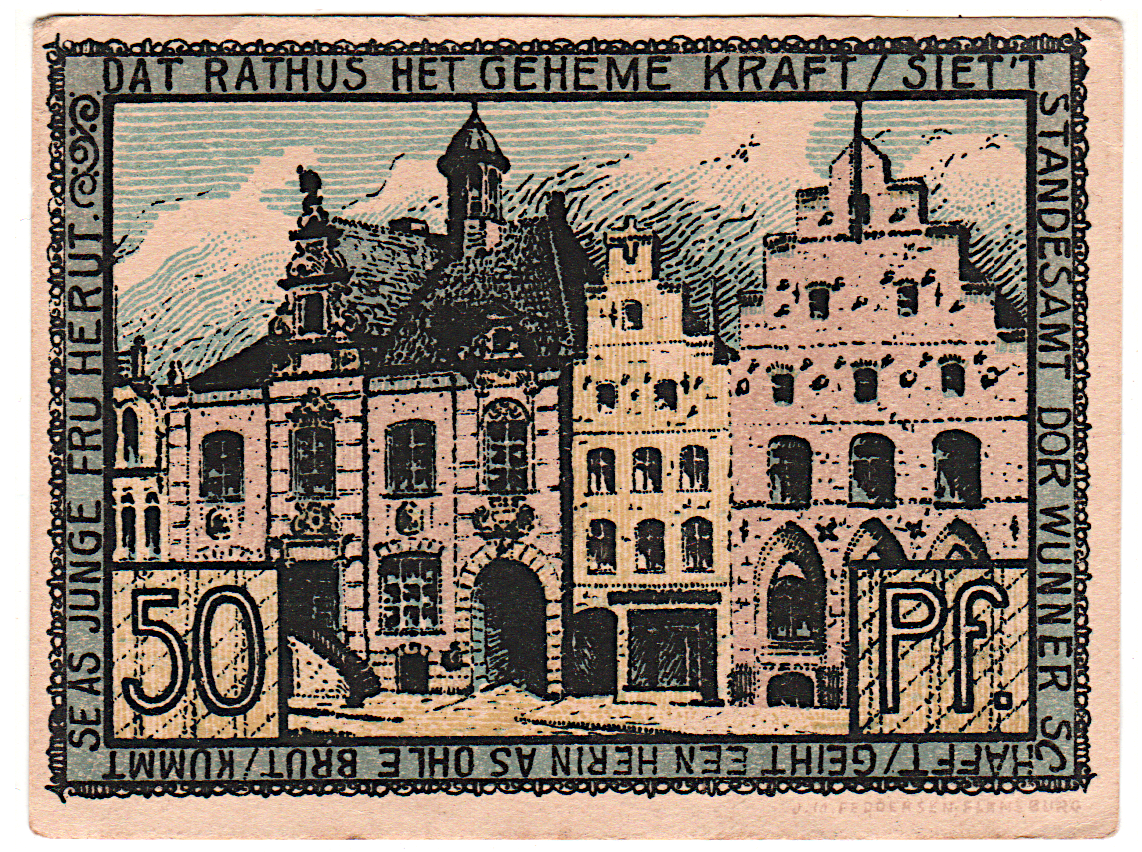
Husumer Rathaus auf einem Notgeldschein von 1920

### Im dänischen Gesamtstaat
Im Jahre 1807 wurde die im frühen 15. Jahrhundert erbaute alte gotische Marienkirche am Markt wegen Baufälligkeit abgerissen. Die alte Kirche hatte nach vielen Ausbauten allmählich die Größe einer Domkirche mit einem fast 100 m hohen Turm angenommen. Der Abbruch wurde noch im 20. Jahrhundert als einer der größten Verluste in der Architekturgeschichte Schleswig-Holsteins angesehen. 1833 wurde die neue Marienkirche, erbaut im Stil des Klassizismus nach Plänen von Christian Frederik Hansen, eingeweiht.
Während der Deutschen Revolution 1848/49 gab es wie in weiten Teilen Deutschlands auch im dänischen Husum eine vergleichbare Aktion, den „Butterkrieg“: Der Höker H. Petersen in der Krämerstraße hatte alle verfügbare Butter auf dem Markt aufgekauft, um sie nach Helgoland zu schicken. Dadurch wurde sie knapp und teuer. Die Deicharbeiter am neuen Dockkoogdeich gerieten darüber in Wut und griffen das Geschäft an, wobei Nachbarhäuser beschädigt wurden. Erst eine eilig zusammengestellte Bürgerwehr konnte dem Treiben der mehr oder weniger betrunkenen Arbeiter ein Ende setzen und die Männer verhaften. Im Rathaus wurde Strafgericht über sie gehalten.
Im Jahr 1854 erhielt Husum mit der Bahnstrecke Flensburg–Husum–Tönning einen Bahnanschluss.

### Zeit der preußischen Provinz Schleswig-Holstein
Nach dem Deutsch-Dänischen Krieg wurde Husum im Jahr 1867 mitsamt den Herzogtümern Schleswig und Holstein Teil der neuen preußischen Provinz Schleswig-Holstein. Die Stadt begann wieder zu wachsen. Dies zeigte sich insbesondere an der Anbindung 1887 an die Marschbahn, durch deren wirtschaftliche Einflussnahme unter anderem einer der größten Viehmärkte Nordeuropas entstand. Dazu erhielt der Nordbahnhof neben dem Bahnbetriebswerk eine große Viehverladeanlage, an der Lebendvieh zu den Schlachthöfen im Süden Schleswig-Holsteins und bis nach Hamburg verladen wurde. 1929 wurden Nordhusum und 1938 Osterhusum sowie Rödemis eingemeindet, allesamt Dorfschaften der Kirchspielslandgemeinde Mildstedt.
Im Jahr 1904 wurde am Ort der ersten Seeschleuse, sie stammte aus dem Jahr 1858 und bestand aus einem Flut- sowie einem Ebbetor, eine neue Schleuse mit einer Öffnungsbreite von 12,0 m errichtet. Sie besaß zwei Fluttore und ein Ebbetor.

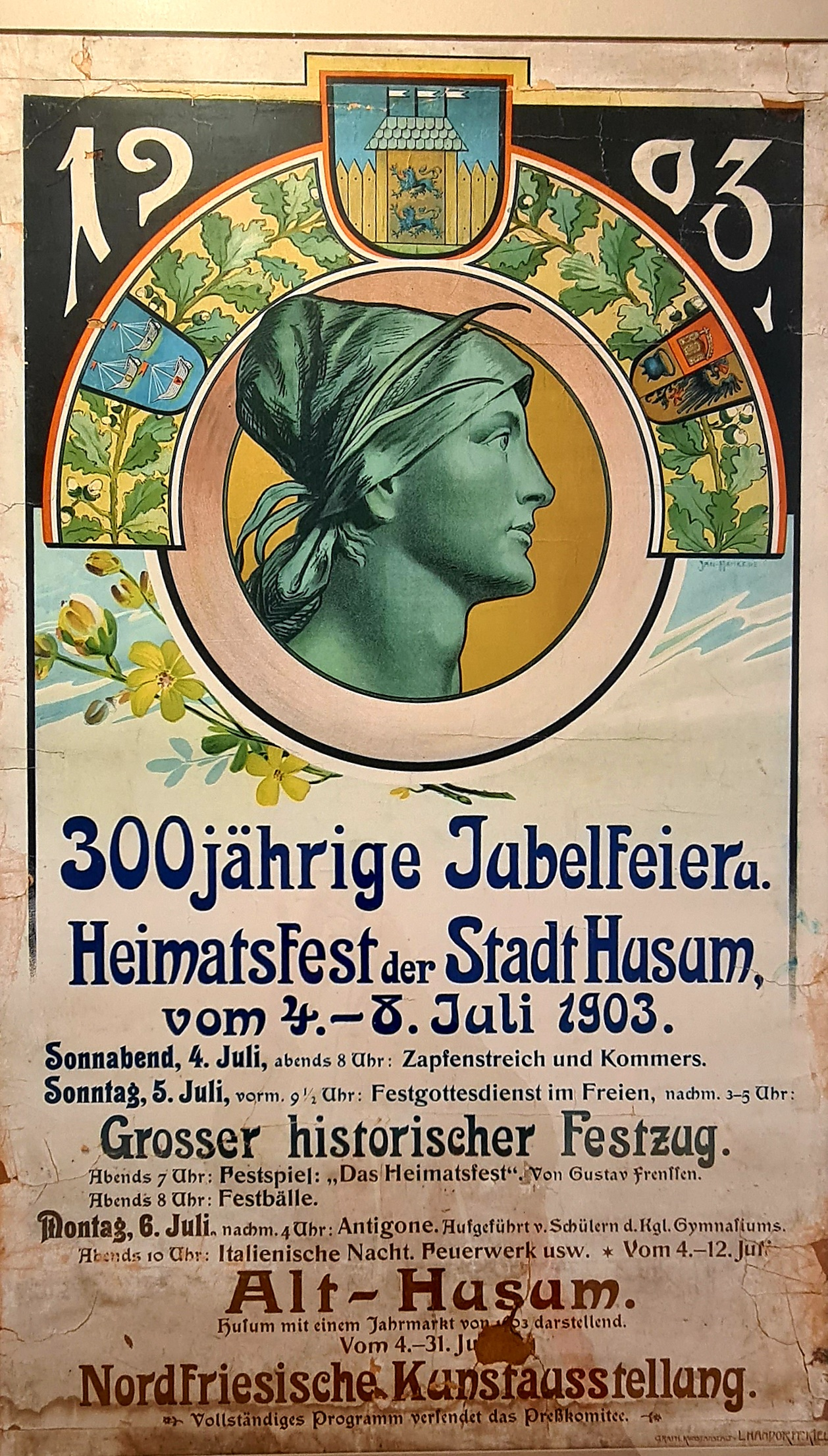
Offizielles Plakat zum Husumer Stadtjubiläum 1903, entworfen von Jan Hamkens

Ein früher Innovationsschub im Bereich der damals noch nicht so genannten erneuerbaren Energien bildete der Bau eines als Flutkraftwerk bezeichneten Gezeitenkraftwerks durch den Hamburger Ingenieur Emil Pein im Jahr 1912. In den ausgedienten Fischzuchtbecken im Porrenkoog wurde eine Versuchsanlage zur Stromproduktion errichtet.

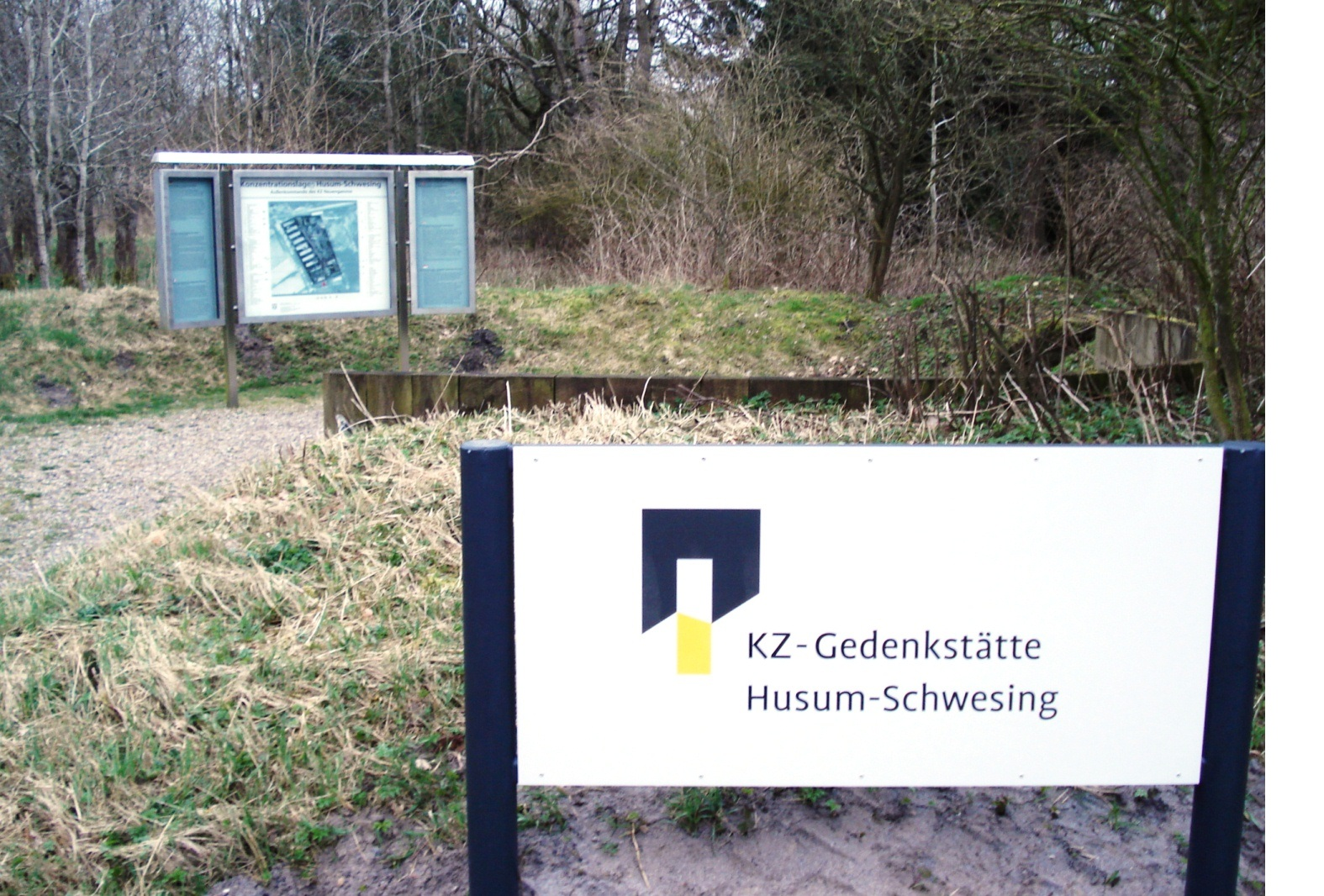
Eingangsbereich der KZ-Gedenkstätte KZ Husum-Schwesing

In der Zeit zwischen 1935 und 1945 war Husum Standort der Wehrmacht. Die Stadt besaß ein eigenes Wehrmeldeamt und einen Fliegerhorst. Neben dem besagten Fliegerhorst Schauendahl existierte auf dem Gebiet der benachbarten Gemeinde Schwesing der damals noch unvollendete Flugplatz Schwesing, der bis zum Kriegsende als Scheinflugplatz fungieren sollte. Im Fliegerhorst Schauendahl waren vor allem Jagdeinheiten stationiert. Außerdem unterhielt die Kriegsmarine seit 1940 in der Stadt eine Kaserne, die heutige Fliegerhorstkaserne, die seit Ende Juli 1943 als Außenstelle der Marinekriegsschule Mürwik in Flensburg fungierte. Diese Husumer Kriegsschule (Marinekriegsschule Husum) bildete bis Kriegsende Offiziersnachwuchs für die Marineartillerie, Festungspioniere und den Marinenachrichtendienst aus.
Zwischen September und Dezember 1944 bestand etwa fünf Kilometer nordöstlich von Husum (im Schwesinger Ortsteil Engelsburg) das KZ Husum-Schwesing; die Häftlinge wurden beim Bau des Friesenwalls eingesetzt.
Zum Ende des Zweiten Weltkrieges wurde Deutschland schrittweise besetzt. Am 4. Mai 1945 unterzeichnete Hans-Georg von Friedeburg im Auftrag des letzten Reichspräsidenten Karl Dönitz, der sich zuvor mit der letzten Reichsregierung in den Sonderbereich Mürwik abgesetzt hatte, die Teilkapitulation der Wehrmacht für Nordwestdeutschland, Dänemark und die Niederlande. Am 5. Mai trat um acht Uhr die Waffenruhe in Kraft. Noch am besagten Tag traf ein britisches Vorauskommando, bestehend aus zwei Soldaten mit einem Funkwagen, in Husum ein. Die beiden Soldaten verhandelten sodann mit dem Seekommandanten Nordfriesland Kapitän zur See Frank Aschmann, dem Bürgermeister und dem Landrat hinsichtlich der Übergabeformalitäten. Am darauffolgenden Tag wurde die Kaserne der Marine an der Flensburger Chaussee, die heutige Fliegerhorstkaserne, den Briten zur Stationierung ihrer Soldaten übergeben.

### In der Nachkriegszeit
Im Jahr 1960 wurde etwa 300 m westlich der Schleuse von 1904 eine neue Schleuse und ein neues Hafenschöpfwerk errichtet. Die neue Schleuse hatte eine Durchfahrtsbreite von nunmehr  13,20 m. Nachdem 1973 Schleuse und Schöpfwerk getauscht wurden das alte Hafenschöpfwerk 1973 demontiert und die neue Seeschleuse mit einer Durchfahrtsbreite von 22 m errichtet. Auch die Fahrrinne im Hafen wurde auf die Südseite verlegt. Die Schleuse erhielt diesmal zwei Fluttore und ein Ebbetor. Nachdem die neue Schleuse betriebsbereit war, wurde im eingeschlossenen Schleusenbereich von 1960 das neue Hafenschöpfwerk eingebaut.
Ein markantes Ereignis für die Stadt und deren Bedeutung im Bereich des Tierhandels war die Schließung des Viehmarkts im Jahr 1970. Bis dahin war der Markt zu einem der bundesweit bedeutendsten Umschlagsplätze für lebendes Vieh geworden. Diese Bedeutung war das Ergebnis der in den Marschgebieten Nordfrieslands hervorragenden Weidemast der Tiere. Auf den freigewordenen Flächen am nördlichen Stadtrand wurde in der Folgezeit das Verwaltungsgebäude des damals neu gebildeten Kreises Nordfriesland errichtet. Überbleibsel der Tradition als Marktstandort war die bis vor einigen Jahren existierende Markthalle im südlichen Bereich des Areals.
Im Jahr 2010 wurden Reste der Schleuse von 1904 entfernt, wodurch die nautische Tiefe in der Seeschleuse von 4,2 m auf 4,7 m erhöht wurde.

### Eingemeindungen
Das städtische Bevölkerungswachstum war teilweise das Ergebnis mehrerer Eingemeindungen. Hierzu zählten am 21. März 1929 Nordhusum und am 1. April 1938 die heutigen Ortsteile Rödemis und Osterhusum. Am 1. Januar 2007 schloss sich die bis dahin selbstständige Gemeinde Schobüll dem Nachbarort an.

### Einwohnerentwicklung
| Jahr | Einwohner |
| ---- | --------- |
| 1769 | 3.384     |
| 1864 | 5.000     |
| 1871 | 6.500     |
| 1875 | 6.913     |
| 1885 | 7.600     |
| 1895 | 8.900     |
| 1905 | 10.800    |
| 1914 | 10.000    |

| Jahr | Einwohner |
| ---- | --------- |
| 1933 | 13.380    |
| 1950 | 24.867    |
| 1961 | 23.813    |
| 1970 | 24.963    |
| 1997 | 21.277    |
| 2000 | 22.611    |
| 2001 | 22.579    |
| 2002 | 22.489    |

| Jahr | Einwohner |
| ---- | --------- |
| 2003 | 22.493    |
| 2004 | 22.492    |
| 2005 | 22.544    |
| 2006 | 22.362    |
| 2007 | 22.327    |
| 2008 | 22.212    |
| 2009 | 22.216    |
| 2010 | 22.084    |

| Jahr | Einwohner |
| ---- | --------- |
| 2011 | 22.135    |
| 2012 | 22.092    |
| 2013 | 22.053    |
| 2014 | 22.215    |
| 2015 | 22.430    |
| 2016 | 23.097    |
| 2017 | 23.274    |
| 2018 | 23.158    |

## Politik

### Stadtverordnetenkollegium
Das Ergebnis der Stadtverordnetenwahl vom 14. Mai 2023 und die sich daraus ergebnete Sitzverteilung sind in den Diagrammen dargestellt.
- SPD: 7
- Grüne: 6
- SSW: 7
- WGH: 5
- FDP: 2
- CDU: 11

Bürgervorsteher ist Robert Koch (CDU).

### Bürgermeister
Im Juni 2023 wurde Martin Kindl (CDU) in einer Stichwahl zum Nachfolger von Uwe Schmitz in das Bürgermeisteramt gewählt.

### Wappen
Blasonierung: „In Gold ein roter Palisadenzaun mit offenem Torhaus, dessen rotes Dach mit drei roten Fähnchen an blauen Stangen besteckt ist; in der Toröffnung zwei schreitende, rot gezungte blaue Löwen übereinander.“
Das erst als Siegel und später als Wappen verwendete Bild stammt aus dem späten Mittelalter. Der Palisadenzaun deutet wahrscheinlich auf das 1465 verliehene Befestigungsrecht hin. Im Zentrum des Wappens stehen (toröffnend) die Schleswigschen Löwen.

### Verwaltungsgemeinschaft
Die Husumer Stadtverwaltung führt seit 2008 im Rahmen einer Verwaltungsgemeinschaft auch die Verwaltungsgeschäfte des Amtes Pellworm.

### Städtepartnerschaften
Husums Partnerstädte sind:
- Kidderminster (Vereinigtes Königreich), seit 1976
- Heilbad Heiligenstadt (Deutschland)
- Gentofte (Dänemark)
- Trzcianka (dt.: Schönlanke) (Polen)

Zu Ehren der jeweiligen Städtepartnerschaften wurden nach Kidderminster, Heiligenstadt und Schönlanke Straßen benannt (Kidderminster-Ring, Heiligenstädter bzw. Schönlanker Straße). Zudem wurde die Straßenbrücke über die Au am ZOB auf den Namen Kidderminsterbrücke getauft.

## Kultur und Sehenswürdigkeiten

### Museen
Den Kern der Museumslandschaft in Husum bilden die im Museumsverbund Nordfriesland gemeinsam verwalteten Museen: das Nordfriesische Museum. Nissenhaus Husum im Ludwig-Nissen-Haus, das Ostenfelder Bauernhaus und das Museum im Schloss vor Husum. Ergänzt wird das Angebot durch das Theodor-Storm-Haus in der Wasserreihe und das Schiffahrtsmuseum Nordfriesland. Kleinere Ausstellungen befinden sich im Pole-Poppenspäler-Museum und im Weihnachtshaus Husum.
Das NordseeMuseum Husum dokumentiert Fundstücke aus dem Watt, gibt Informationen zum Küstenschutz, dem Alltag auf den Halligen und zur Lebenskultur der Nordfriesen. Ferner findet der Besucher eine Dokumentation über die untergegangene Siedlung Rungholt.
Das Theodor-Storm-Haus präsentiert als Ausstellung die zum Teil im Original erhaltenen Räumlichkeiten des Dichters und seine Werke. Es war das Wohnhaus von Theodor Storm zwischen 1866 und 1880, in dem er mehrere Novellen verfasste.
Das Schiffahrtsmuseum Nordfriesland zeigt Schiffe und Modelle vom Mittelalter bis heute und vermittelt Einblicke in das Leben mit und auf der See. Die Hauptattraktion ist das Wrack eines friesischen Frachtenseglers aus dem 17. Jahrhundert. Dieses wurde 1994 im Watt vor der Gemeinde Uelvesbüll freigelegt, anschließend zwei Jahre in einer Zuckerlösung konserviert und danach in die Ausstellung verbracht. Auf einer historischen Slipanlage am Binnenhafen liegt der Tonnenleger Hildegard von 1907.
Im Pole-Poppenspäler-Museum wird das Figurentheater thematisiert. Es hat seinen Sitz im Schloss vor Husum und wird vom Pole-Poppenspäler-Förderkreis e. V. betrieben, der auch das alljährlich im September stattfindende Internationale Figurentheater Festival Pole-Poppenspäler-Tage Husum ausrichtet.
Das Weihnachtshaus Husum zeigt in einem gründerzeitlichen Kulturdenkmal ein Weihnachtsmuseum (Sammlung Alix Paulsen) und einen historischen Laden von 1890.

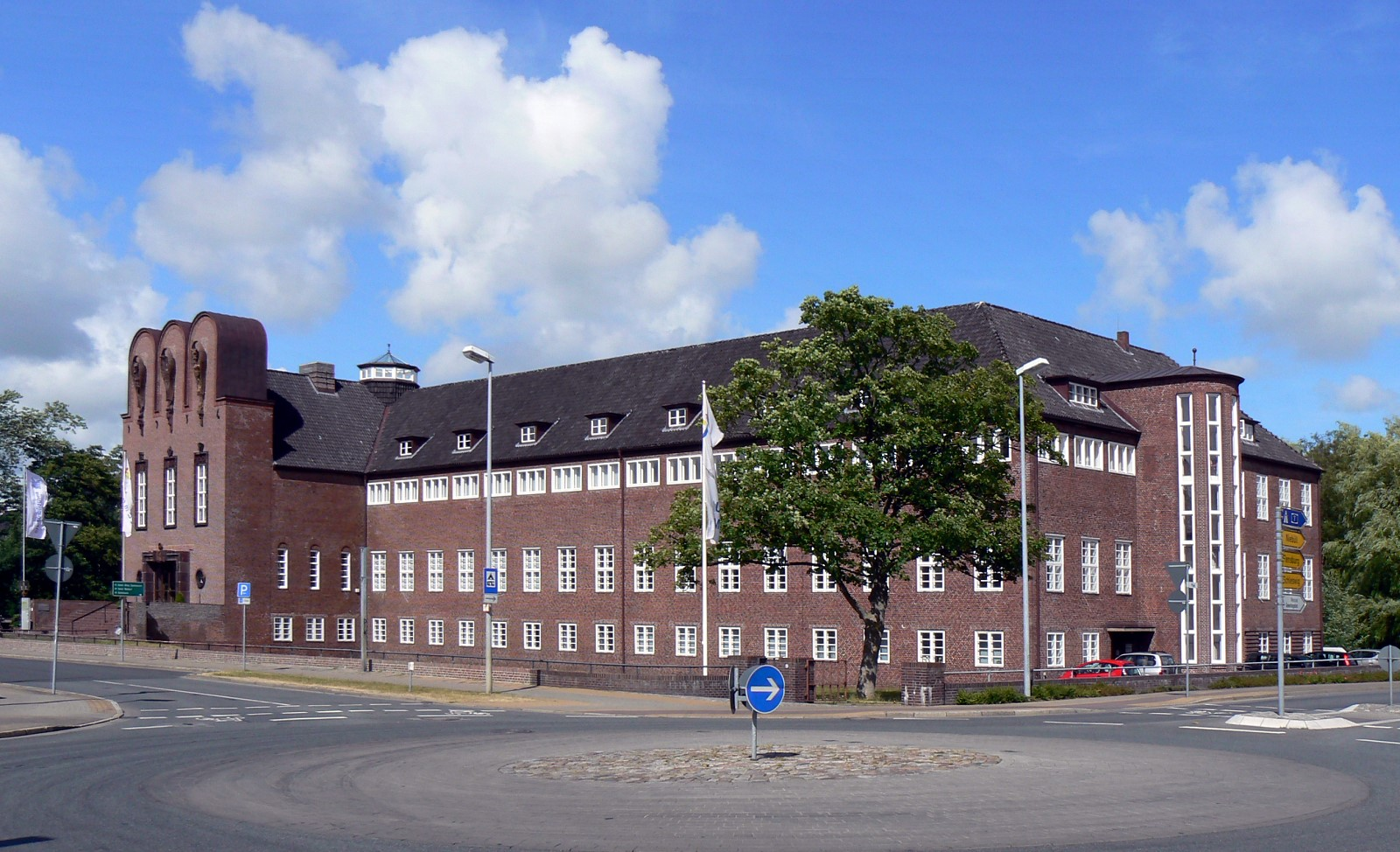
Nissenhaus Husum
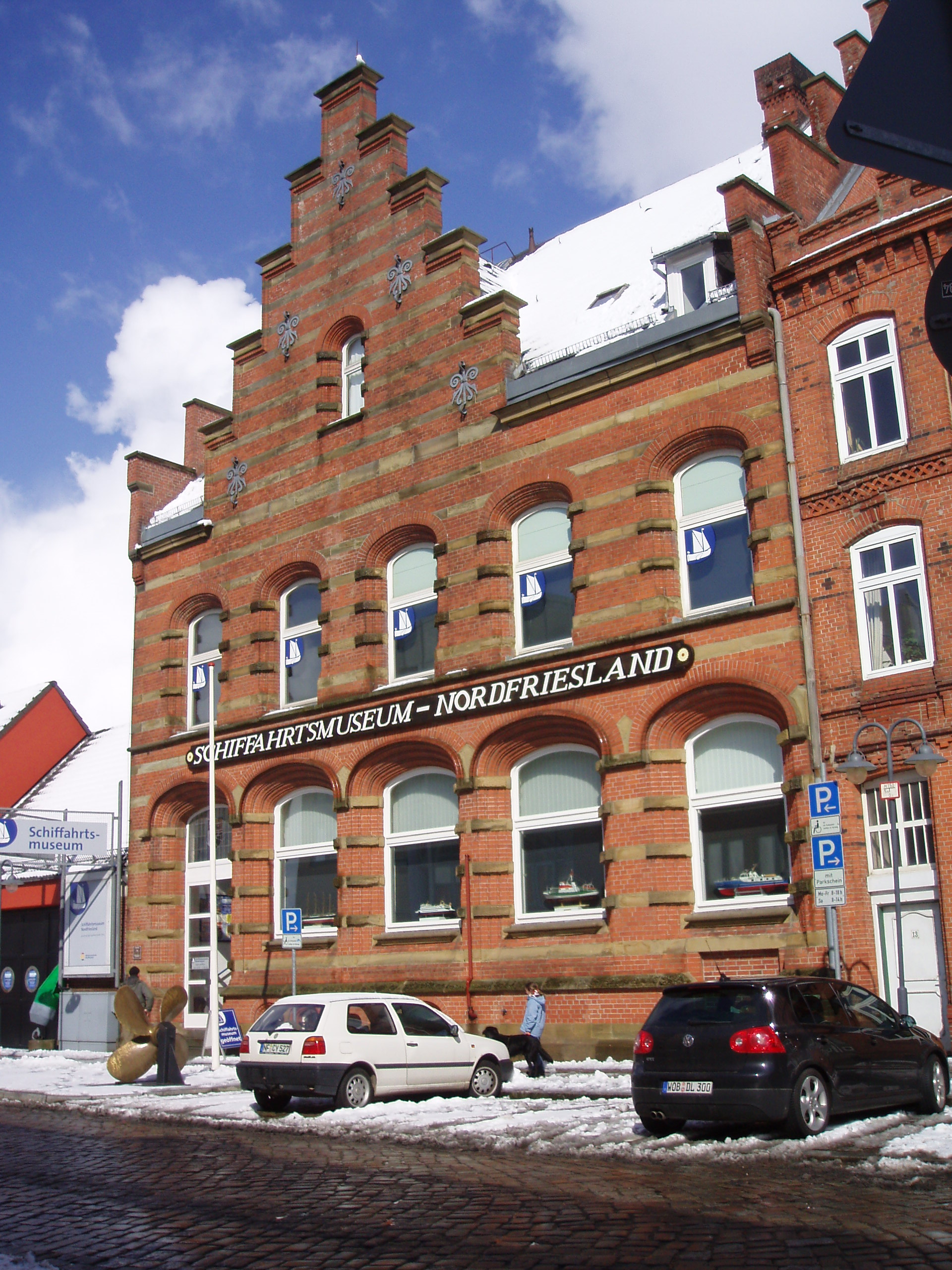
Schiffahrtsmuseum
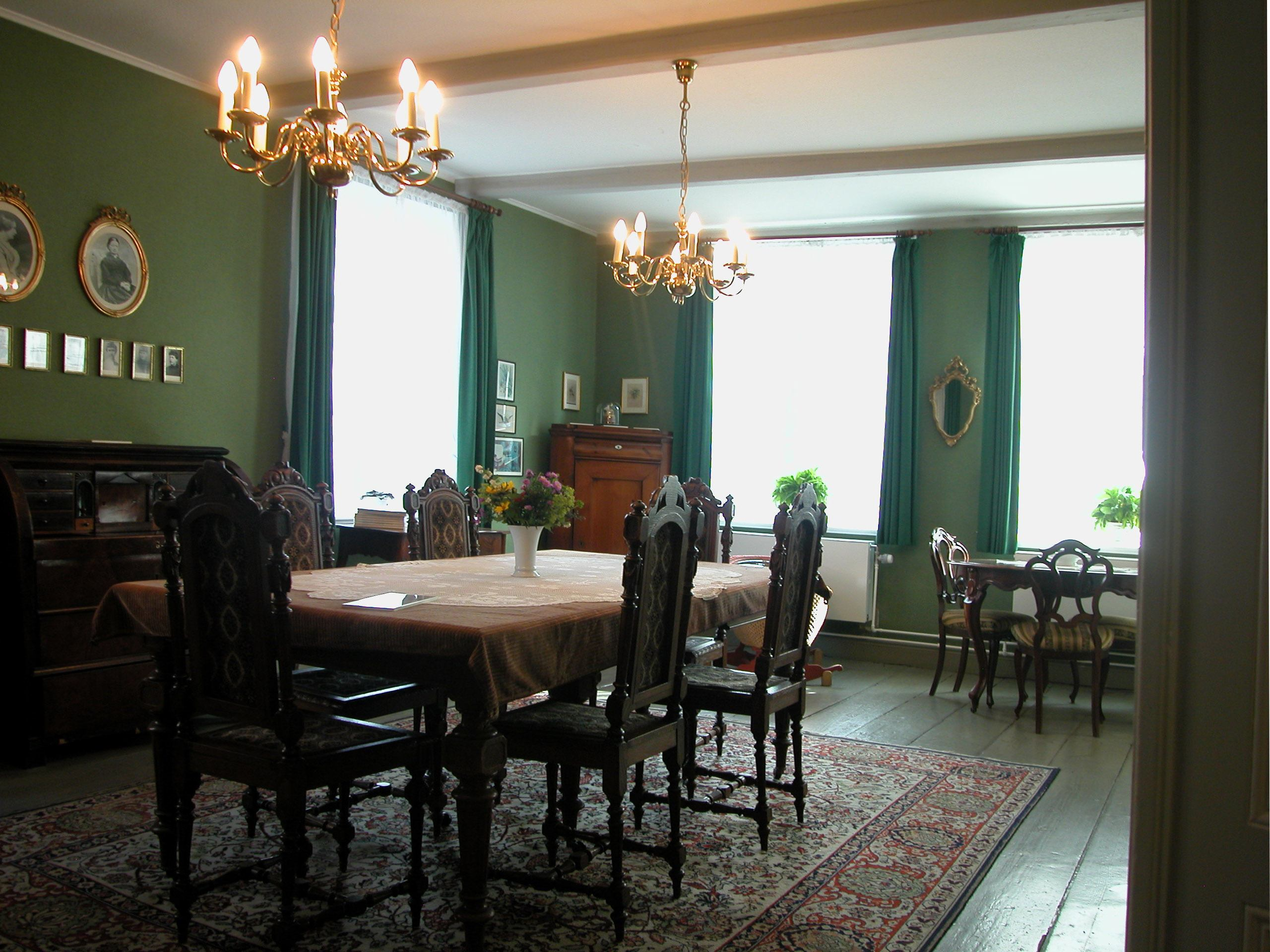
Theodor-Storm-Haus

### Bauwerke
Architektonische Sehenswürdigkeiten in Husum sind unter anderem das Schloss vor Husum mit seinem Torhaus, der Marktplatz mit der Marienkirche, dem Asmussen-Woldsen-Denkmal und dem Alten Rathaus, der Binnenhafen sowie die Gasse Wasserreihe. Ergänzt wird dieses Ensemble durch den 1902 errichteten Husumer Wasserturm.
Das Schloss vor Husum wurde von Herzog Adolf von Schleswig-Holstein-Gottorf 1577–1582 erbaut. Im 17. Jahrhundert diente es vor allem als Witwensitz des Herzoghauses. 1750/51 wurde es umgestaltet.
Auf dem Marktplatz befindet sich das von Adolf Brütt gestaltete Asmussen-Woldsen-Denkmal in Form eines Brunnens, das nach zwei Wohltätern der Stadt, August Friedrich Woldsen und dessen Cousine Anna Catharina Asmussen, benannt ist. Das Denkmal wird volkstümlich als „Tine-Brunnen“ bezeichnet. Es wird durch eine Bronzeskulptur geschmückt, die eine junge Fischersfrau mit Kopftuch, in Holzschuhen und mit Ruder in der rechten Hand darstellt. Der „Tine-Brunnen“ gilt als Wahrzeichen der Stadt Husum.
Am östlichen Rand des Marktplatzes befindet sich die Marienkirche. Sie wurde in ihrer heutigen Gestalt im Jahr 1833 vollendet. Die Entwürfe stammen vom Architekten und dänischen Staatsbaumeister Christian Frederik Hansen.
Der Binnenhafen mit der angrenzenden Schiffbrücke ist ein ehemaliger Werfthafen. Er reicht fast bis an den Marktplatz heran. Heute ist er vorwiegend touristisch erschlossen. Das westliche Ende des Hafens bilden die hier querenden, klappbaren Straßen- und Eisenbahnbrücken. Im Binnenhafen befindet sich seit 1978 das Restaurantschiff Nordertor, gebaut 1936 und damit das älteste schwimmende Restaurantschiff in Deutschland. Außerdem liegen dort einige Freizeitboote, darunter der Traditionssegler Brittantje, Baujahr 1914, ein in den Niederlanden ursprünglich für die IJsselmeerfischerei gebautes Stahl-Plattbodenschiff. Auf der ehemaligen Slipanlage der bis 1978 dort vorhandenen Werft liegt seit 2002 der ehemalige Tonnenleger Hildegard. Am Ort der Werft selbst wurde 1988/1989 das neue Rathaus gebaut. 2010 pachtete das Land Schleswig-Holstein den Binnenhafen von der Interessengemeinschaft Husumer Hafen e. V. (IGHH), um ihn zum Anlaufpunkt für Traditions- und Museumsschiffe zu machen. Im Binnenhafen von Husum ist ein Pfahl mit Hochwasser-Marken angebracht, die jedoch „nur“ anzeigen, wie hoch das Wasser theoretisch gestanden hätte, wenn es Schleuse und Deich nicht geben würde.
Parallel zur Hafenstraße und in der Verlängerung der Schiffbrücke in der Wasserreihe, geprägt durch die Nähe zum Binnenhafen und durch ihre kleinen Fischerhäuser, befindet sich das Theodor-Storm-Haus.
Der Husumer Wasserturm wurde viele Jahre für die zentrale Wasserversorgung genutzt. Technisch wurde er 1961 stillgelegt, dient aber noch als Aussichtsturm.

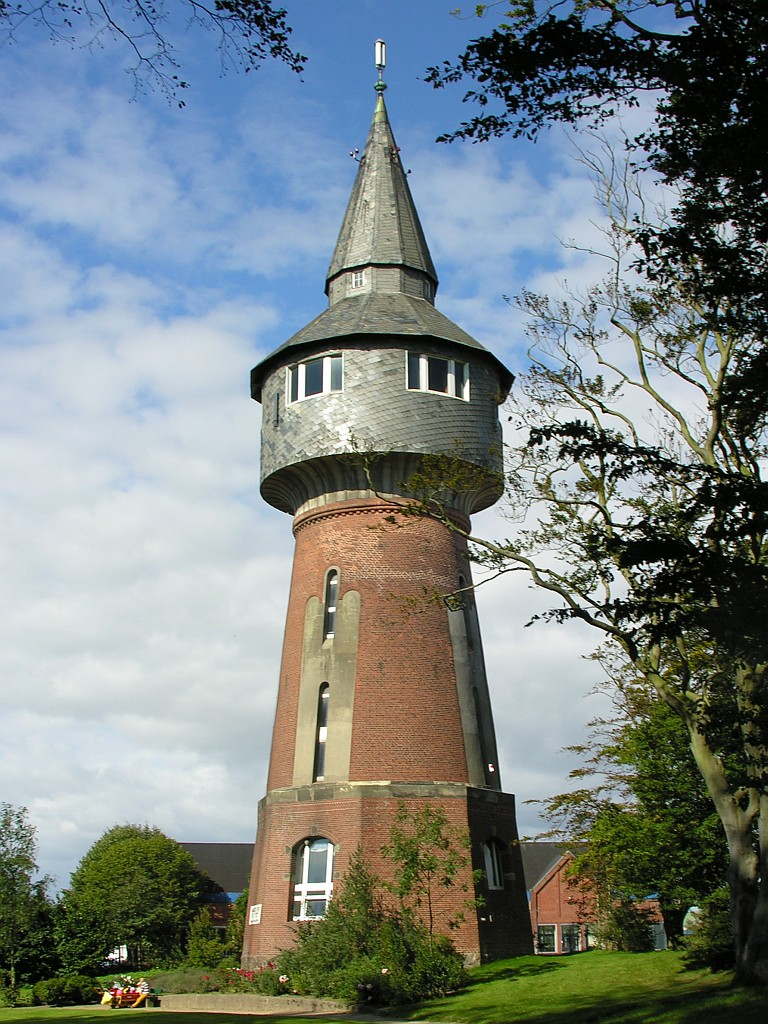
Wasserturm
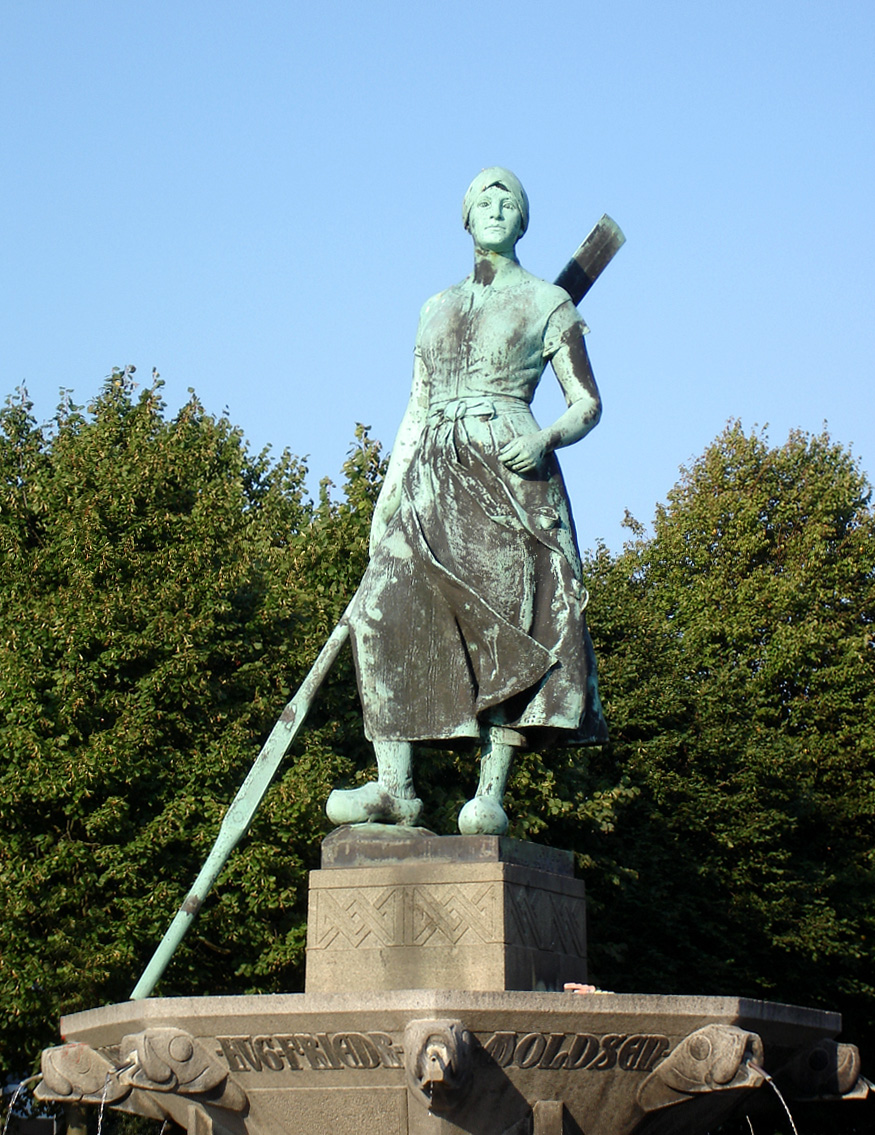
Tine-Brunnen

### Parks

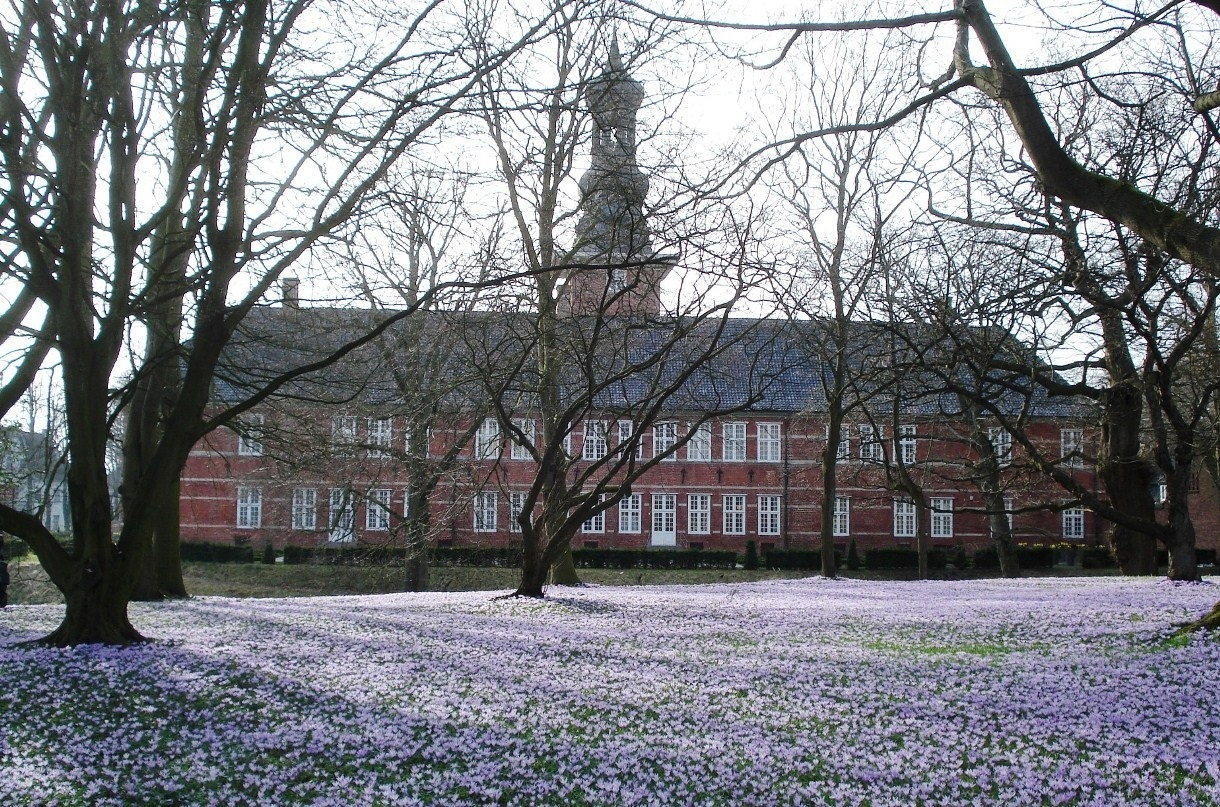
Krokusblüte

Die größte Parkanlage der Stadt ist der Schlosspark rund um das Schloss vor Husum. Der Husumer Schlosspark wurde 1994 als Gartendenkmal in das Verzeichnis des Denkmalbuchs des Landes Schleswig-Holstein aufgenommen. Jedes Jahr im Frühjahr ist hier die Husumer Krokusblüte – die Blüte von rund fünf Millionen Krokussen – eine weit über die Stadtgrenzen hinaus bekannte Attraktion. Auf der Schlossinsel befindet sich vor den östlichen und westlichen Fassaden des Schlosses seit 2008 des Weiteren der Herzoginnengarten.

### Sport
Jährlich im Februar oder März findet der Husumer Wintermarathon statt. 1972 gegründet, ist er eine der ältesten Marathonveranstaltungen Deutschlands. Zu den Hafentagen im August findet alljährlich mit dem Hafentagelauf eine weitere Leichtathletikveranstaltung statt.
Für die Reitsportfreunde wird jedes Jahr das Schimmelreiter-Turnier im Stadtteil Schobüll durchgeführt. Es wird vom dortigen Reit- und Voltigierverein alljährlich am Wochenende nach Christi Himmelfahrt veranstaltet.
Der erfolgreichste Fußballverein ist die aus Frisia Husum und dem Husumer Fußballverein von 1918 zusammengeschlossene Husumer Sportvereinigung. Sie spielte Anfang der 2000er Jahre in der viertklassigen Oberliga. Aktuell spielt sie in der fünftklassigen Oberliga Schleswig-Holstein (Saison 2019/20).
Die Husumer Kegler waren einige Zeit in der ersten Bundesliga vertreten.
Der TSV Husum 1875 ist mit rund 1900 Mitgliedern der größte Sportverein in der Stadt und bietet neben Breiten- und Gesundheitssport leistungsorientierte Gruppen. Daneben gibt es den LAV Husum, der sich auf Ausdauersport und Leichtathletik konzentriert.
Der Golf Club Husumer Bucht e. V. besitzt mit seinem 18-Loch-Platz einen der schwierigsten Kurse Deutschlands.
Rollstuhlsport (Rollstuhltanz, Rollstuhltischtennis und Rollstuhlbasketball) gibt es beim RSC (Rollstuhlsportclub) Husum.
Außerdem gibt es in Husum neben weiteren Sportvereinen einen Tauchsportverein, den Tauch-Sport-Club Heuler Husum e. V.

### Regelmäßige Veranstaltungen
Das bedeutendste jährlich stattfindende Volksfest sind die Husumer Hafentage. Im Rahmen des von der Husumer Werbegemeinschaft seit Anfang der 1980er Jahre organisierten Stadtfests werden unterschiedliche Aktionen angeboten. Hierzu zählen der sogenannte Hafentagelauf, der Aufbau eines Riesenradfahrgeschäfts auf dem Marktplatz sowie ein Kunsthandwerkermarkt im Schlosshof. Weitere beliebte Aktionen sind das alljährlich wiederkehrende Tauziehen über den Außenhafen, das sogenannte Open Ship nach dem Motto Mok fast in Husum! und seit 2013 ein Kleinkunstfestival.
Jedes Jahr zu Ostern treffen sich viele Tausend Motorradfahrer in Husum zu einem Motorradgottesdienst, um gemeinsam das Osterfest zu feiern und in die neue Motorradsaison zu starten.
Im Oktober sind die Besucher zu den Husumer Krabbentagen eingeladen. Daneben ist das Krokusblütenfest (zur Husumer Krokusblüte im März/April) mit der Vorstellung der neu gewählten Krokusblütenkönigin von Bedeutung. Ausrichter all dieser Veranstaltungen ist eine Eventgesellschaft. Beim Nordfriesischen Bauernmarkt, der in der Regel im zweijährigen Rhythmus abgehalten wird, wird den Besuchern die landwirtschaftliche Produktion näher gebracht. Als Veranstalter kooperieren hier der Kreisbauernverband und die Husumer Werbegemeinschaft. Jedes Jahr findet das Kneipenfestival Honky Tonk in Husum statt.
Zudem finden weitere regelmäßige Veranstaltungen statt, wie Husumer Fischmarkt, Hafenflohmarkt, Husumer Matjestage, Raritäten der Klaviermusik, Liedkunst im Schloss vor Husum, Husumer Kulturnacht und Husumer Filmtage. Im zweijährigen Rhythmus findet in Husum das European Minority Film Festival statt. Im Theodor-Schäfer-Berufsbildungswerk werden zudem alljährlich Konzerte des schleswig-holsteinischen Musikfestivals JazzBaltica ausgerichtet. Die Pole-Poppenspäler-Tage Husum sind ein Festival von Künstlern aus dem Bereich des Figurentheaters; sie finden wiederkehrend im Spätsommer statt.

### Kulturzentrum Husumer Speicher
Mit dem Husumer Speicher ist darüber hinaus ein Kulturzentrum mit regelmäßigen und eigenständig organisierten Veranstaltungen in der Stadt vertreten. Hier traten schon Künstler von Fettes Brot bis John Abercrombie auf. Die bundesweit bekannte Punkband Turbostaat kommt ursprünglich aus Husum und hatte ihren ersten Proberaum im Speicher.

### Filmkulisse
Seit den 1930er Jahren ist Husum immer wieder als Ort für Filmaufnahmen ausgewählt worden. Bekannte Produktionen waren unter anderem die 1934 gedrehte Fassung von Der Schimmelreiter (Regie: Hans Deppe und Curt Oertel), die Produktion Befreite Hände von Hans Schweikart aus dem Jahr 1939 sowie das Drama Nora von Harald Braun aus dem Jahr 1944.
In den 1950er Jahren wurden in Husum unter anderem Emil und die Detektive von Robert A. Stemmle sowie Alle Wege führen heim erneut von Hans Deppe und Ich werde dich auf Händen tragen von Veit Harlan gedreht. Produktionen seit der Jahrtausendwende waren Klassentreffen – Mordfall unter Freunden von Diethard Küster aus dem Jahr 2001, Mord am Meer von Matti Geschonneck (2004) sowie Die Tote vom Deich ebenfalls von Matti Geschonneck im Jahr 2005. Aus demselben Jahr stammt außerdem Die Pferdeinsel von Jens Broecker. Im Jahr 2009 wurde in Husum 2 für alle Fälle – Ein Song für den Mörder gedreht.
Daneben entstanden in Husum häufig Außenaufnahmen für verschiedene Fernsehserien, zum Beispiel für die ARD-Serien Gegen den Wind und Die Strandclique in den 1990er Jahren sowie die Krankenhausserie Herzschlag – Das Ärzteteam Nord (1999 bis 2003). In den 1980er Jahren wurde hier zudem die Fernsehserie Helga und die Nordlichter mit Helga Feddersen, Gerda Gmelin und F. J. Fürbringer gedreht. Im Jahr 1985 wurde in den Gebäuden der damaligen Husumer Schiffswerft im Innenhafen ein Teil der Fernsehserie Das Rätsel der Sandbank produziert. Ab Juni 2011 wurden für die ARD-Vorabend-Krimiserie Heiter bis tödlich: Nordisch herb mit Loretta Stern und Frank Vockroth in den Hauptrollen die Außenaufnahmen in Husum gedreht.

### Feuerwehr
In Husum gibt es eine Freiwillige Feuerwehr mit zwei Standorten. Die ehrenamtlichen Kräfte werden von drei hauptamtlichen Gerätewarten unterstützt.

## Wirtschaftsstruktur

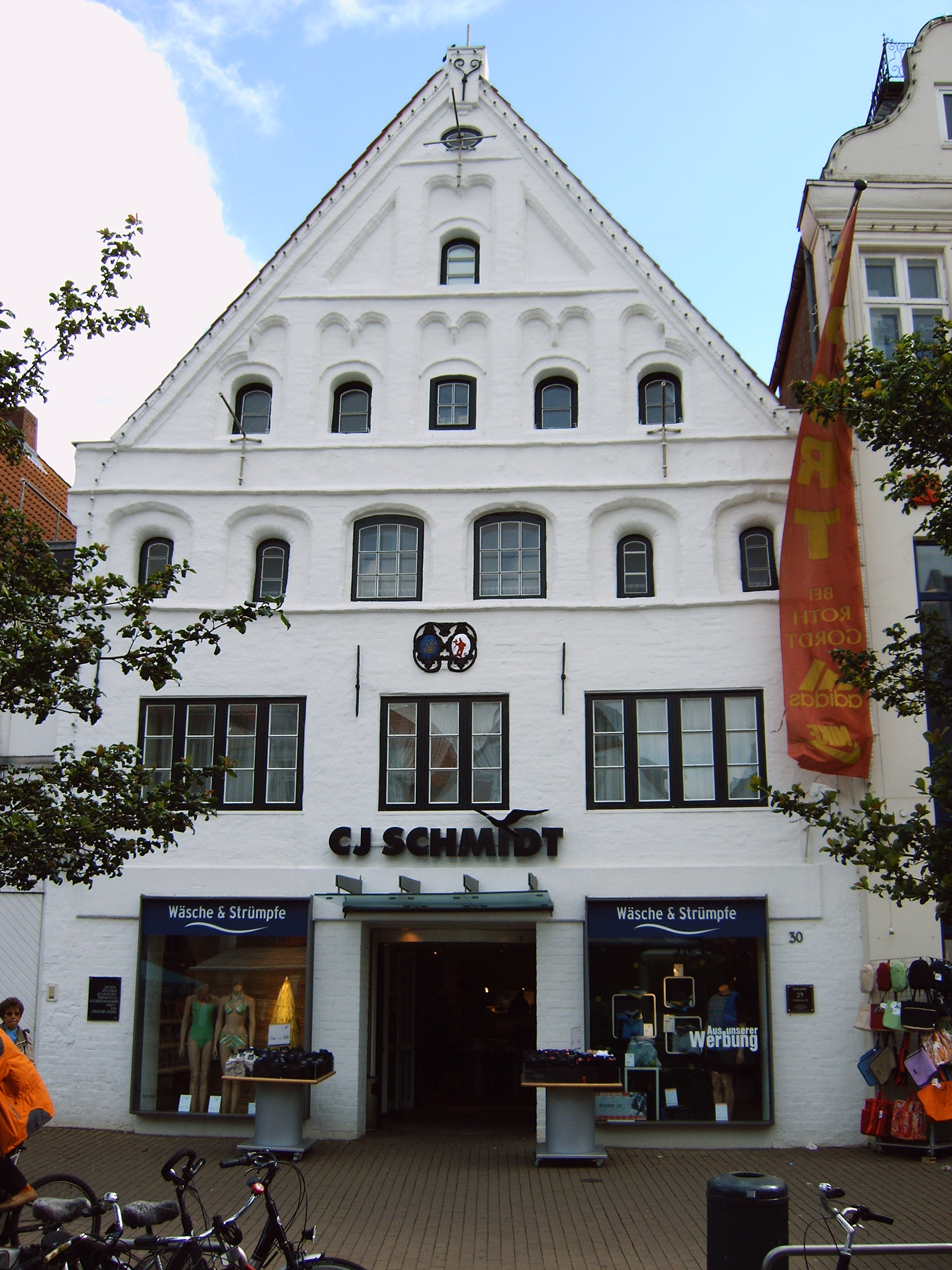
Stammsitz des Husumer Modehauses CJ Schmidt

### Handels- und Dienstleistungsgewerbe
Husum ist als Kreisstadt das wirtschaftliche Zentrum Nordfrieslands. Die Stadt ist Mittelzentrum für die Westküste Schleswig-Holsteins mit entsprechenden Bildungs- und Verwaltungseinrichtungen. Im historischen Stadtzentrum rund um den Marktplatz mit der Marienkirche und der Großstraße befinden sich zahlreiche Firmen des Handels- und Dienstleistungssektors (unter anderem die Regionaldirektion der Nord-Ostsee Sparkasse, Commerzbank-Filiale sowie Modehaus CJ Schmidt).
Auf dem Marktplatz wird jeden Donnerstag einer der größten Wochenmärkte Schleswig-Holsteins abgehalten.
Am ehemaligen Standort des Husumer Kaufhauses (ehemals Hertie GmbH, zuvor Karstadt) wird künftig das Husum Shopping Center ansässig sein. Die Schließung der örtlichen Hertie-Filiale erfolgte im Jahr 2009, ebenso wie die des Quelle-Technik-Centers. Für beide Immobilien hatten sich Zwischennutzungsmöglichkeiten ergeben.
Nachdem am Hertie-Standort zunächst das Husumer Kaufhaus seine zwischenzeitliche Geschäftstätigkeit aufgenommen hatte, ist dieses im Sommer 2016 zur Überplanung des mehrere Grundstücke umfassenden Areals zwischen Großstraße, Schloßgang und -straße (inkl. City-Parkhaus am Quickmarkt) zugunsten des Baus eines innerstädtischen Einkaufszentrums durch die Prelios Immobilien Management wieder geschlossen worden.
Außerhalb des Innenstadtbereichs haben sich daneben im Gewerbegebiet Ost seit den 1980er Jahren weitere Firmen des Handels- und Dienstleistungssektors angesiedelt. Hier befinden sich heute Filialbetriebe verschiedener Heimwerkermärkte (Hagebaumarkt und OBI), des Lebensmitteleinzelhandels und weitere Fachmärkte. Weiterhin gibt es dort eine große Anzahl an kleinen und mittleren Unternehmen unter anderem aus dem Bereich Maschinenbau.

### Landhandel

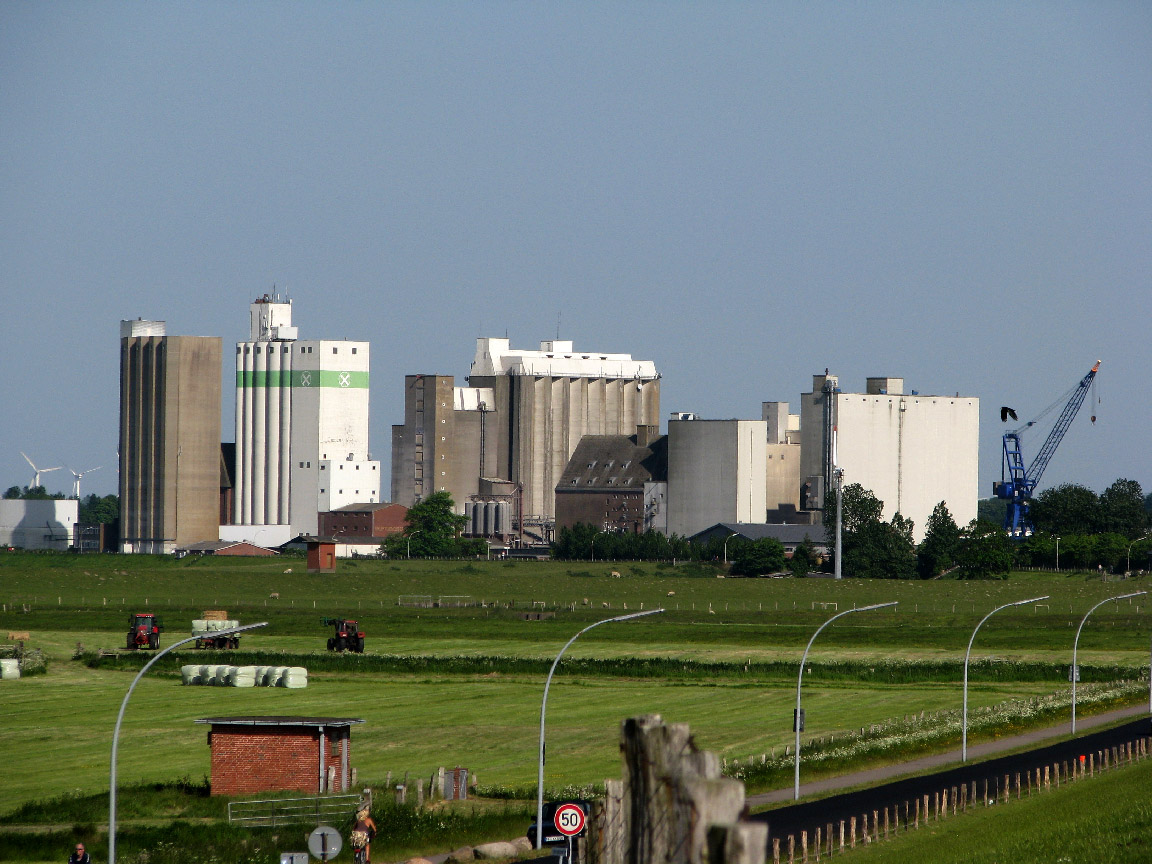
Siloanlagen der beiden Agrarhandelsunternehmen am Husumer Außenhafen

Am Außenhafen bestimmen zwei Firmen des Agribusiness (ATR Landhandel und Hauptgenossenschaft Nord) mit ihren Außenstandorten die gewerbliche Wirtschaftsstruktur. Die hohen Silotürme der beiden Firmen prägen die Husumer Silhouette.

### Erneuerbare Energien
Als weiteres Standbein ist die Windkraftbranche von besonderer Bedeutung für die Stadt Husum. Das Unternehmen Vestas hat in Husum die zentrale Vertriebsabteilung für Mitteleuropa angesiedelt. Darüber hinaus ist hier eine Forschungs- und Entwicklungsabteilung ansässig.

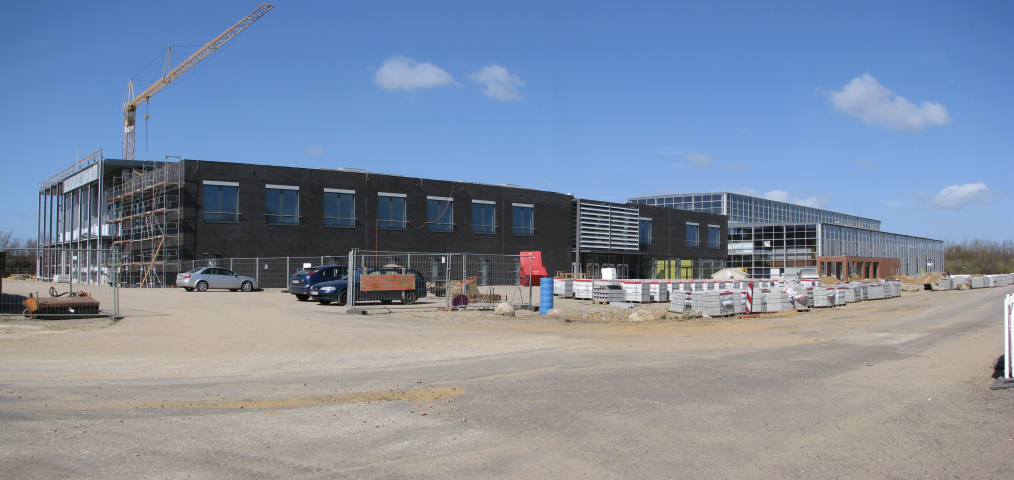
Kongresszentrum und Messehalle Husum

Ergänzt wird dieser Wirtschaftszweig durch die alle zwei Jahre stattfindende Messe HUSUM Wind. Sie ist mit annähernd 25.000 Besuchern (2008) als weltgrößte Messe der Windenergiebranche bekannt.
Zu Beginn des 21. Jahrhunderts war geplant, den Hafen zu einem Stützpunkt für den Bau und die Wartung von Offshore-Windparks auszubauen. Die Landesregierung Schleswig-Holsteins entzog dem Projekt nach einem Regierungswechsel im Jahr 2005 die Unterstützung und leitete europäische Fördermittel um. Nach Mitteilung des Schleswig-Holsteinischen Zeitungsverlages scheint mittlerweile selbst die Nutzung des Hafens als Service- und Wartungsstandort für Offshore-Windparks bei der Landesregierung keine prioritäre Rolle mehr zu spielen.
In Husum ist die Reederei North Frisian Offshore GmbH ansässig, die mehrere große Crew Transfer Vessels, darunter die Seewind 1, zum Verbringen von Arbeitern zu Offshore-Windparks betreibt.

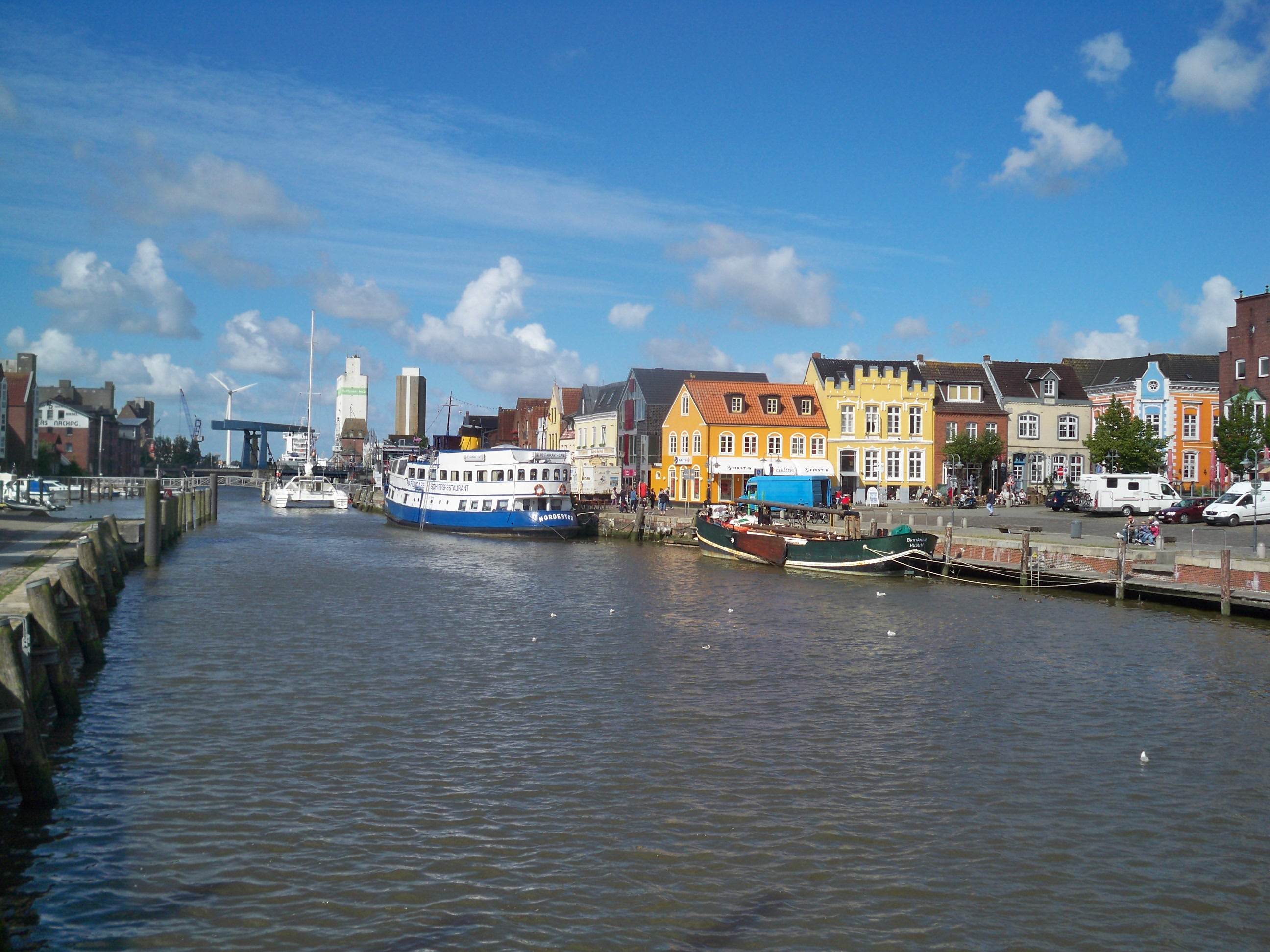
Binnenhafen

### Tourismus
Der Tourismus ist ein wichtiger Wirtschaftsfaktor. Am Dockkoog grenzt Husum an den Nationalpark Schleswig-Holsteinisches Wattenmeer. 2009 wurde das Wattenmeer zum UNESCO-Weltnaturerbe ernannt. Rund um den Binnenhafen befindet sich ein Großteil der gastronomischen Betriebe und Souvenirläden. Der Binnenhafen wird zunehmend durch historische Schiffe genutzt.

## Infrastruktur

### Verkehr

#### Schienenverkehr

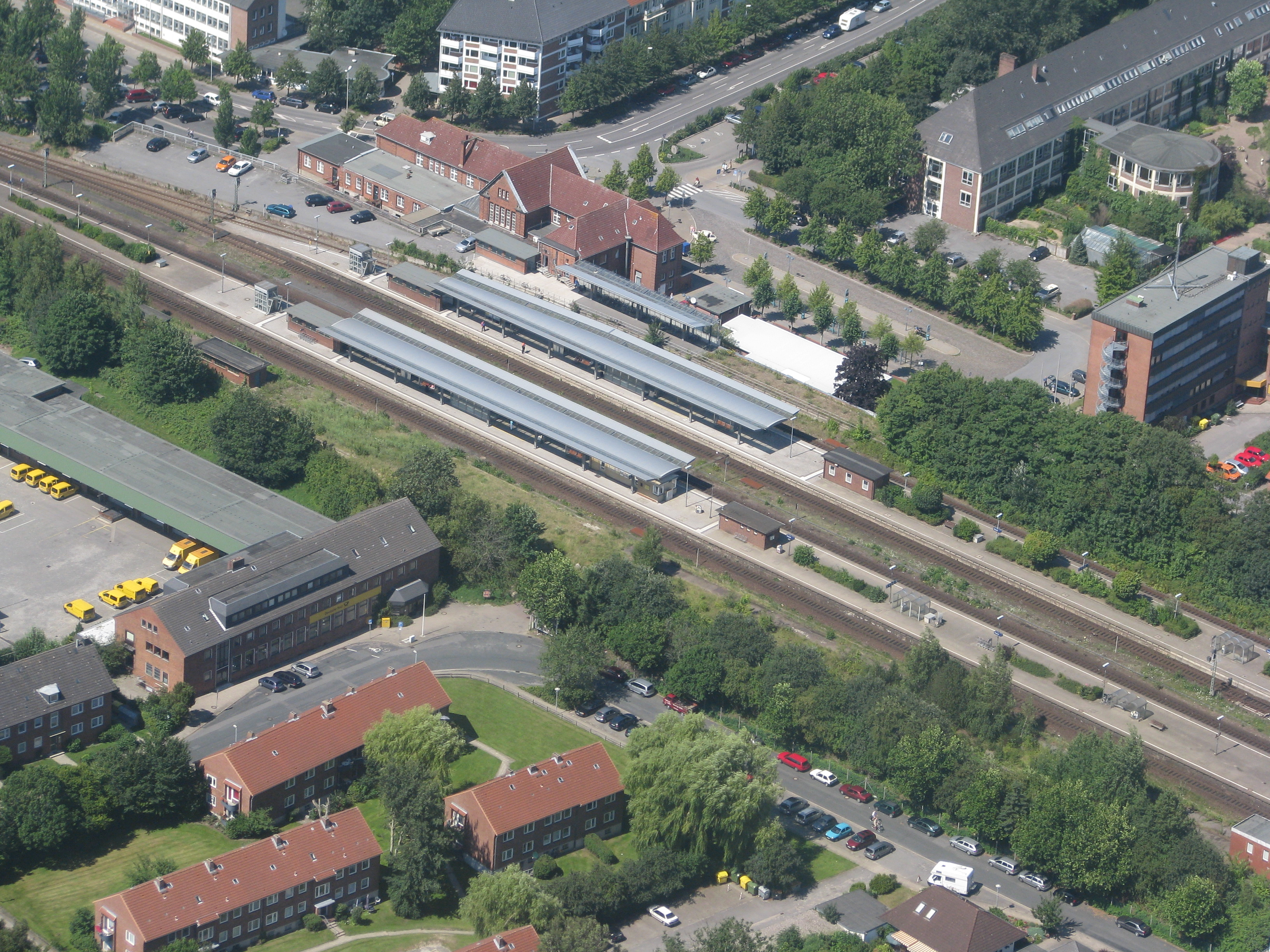
Bahnhof Husum (2008)

Der Bahnhof Husum ist ein Knotenpunkt des schleswig-holsteinischen Eisenbahnverkehrs. In bzw. in Nähe der Kreisstadt treffen die Bahnstrecken aus Jübek und aus Bad St. Peter-Ording auf die Marschbahn. Im Bahnhof stellen die Linien einen im Nahverkehrsverbund Schleswig-Holstein koordinierten Bahnbetrieb mit einem stündlichen Taktknoten zur Minute 30 her. Der aktuelle Nahverkehrsbetrieb erfolgt auf allen genannten Strecken durch das Unternehmen DB Regio. Der Stundentakt wird von Husum morgens in Richtung Westerland, am späten Nachmittag in der Gegenrichtung, zu einem Halbstundentakt verdichtet.
Im Fernverkehr halten auch einzelne Intercity-Züge von DB Fernverkehr in Husum. Die Intercitys werden dabei von Hamburg Dammtor direkt nach Westerland durchgebunden und sind Teil der Linien 26, 27 und 30.
Der Bahnhof wird durch die DB Station&Service in der Preisklasse 3 eingeordnet.
Östlich des Bahnhofsgeländes liegt die historisch als Bahnbetriebswerk Husum bezeichnete EWG Eisenbahnwerkstatt. Diese ist ein Tochterunternehmen des Verkehrsunternehmens Transdev GmbH. Nachdem die Nord-Ostsee-Bahn, ebenfalls eine Konzerntochter von Transdev, im Rahmen einer Ausschreibung die Eisenbahnverkehrsleistung auf der Marschbahn an die DB Regio weitergegeben hat, werden hier primär die Autotransportzüge des Anbieters RDC Deutschland gewartet.
Von 2016 bis 2024 verkehrte ab Husum der Personenzugteil des Sylt-Shuttle-Plus, einem kombinierten Personenfernverkehrs- und Autoreisezug, welcher in Niebüll mit dem Autozug gekuppelt wurde und von dort aus nach Westerland auf Sylt verkehrte.

#### Busverkehr
Der öffentliche Personennahverkehr innerhalb der Stadt und zu den benachbarten Gemeinden Hattstedt und Mildstedt ist seit 2019 durch die Marke HusumBus des Verkehrsunternehmens Autokraft gekennzeichnet. Er verkehrt tagsüber werktags im Halbstundentakt (Linien innerhalb der Stadt) bzw. Stundentakt (Linien nach Mildstedt und Hattstedt). Alle haben einen gemeinsamen Taktknoten zur Minute 10 (städtische Linien zusätzlich zur Minute 40) an der Haltestelle Husum ZOB. Hier besteht auch die Verknüpfung mit dem Regionalbusverkehr, der aktuell (Stand 2019) von der Autokraft und dem am Ort ansässigen Busunternehmen Rohde Verkehrsbetriebe durchgeführt wird. Die vom Kreis Nordfriesland ausgeschriebenen und ebenfalls zum Sommer 2019 neu vergebenen Routen verkehren in Richtung Bredstedt/Langenhorn (R120), Flensburg (SchnellBus 150), Nordstrand (R140), Ostenfeld (R145) und Erfde (R149) (am Zielort Umstieg in Richtung Rendsburg).

#### Schiffsverkehr
Husum hat einen Tidehafen, in dem vor allem landwirtschaftliche Güter umgeschlagen werden. Die Umschlag- und Lageranlagen der beiden hier ansässigen Landhandelsfirmen dominieren die im Umland sichtbare Silhouette der Stadt. Der Husumer Hafen ist darüber hinaus Standort einer kleinen Krabbenkutterflotte. Der Landesbetrieb für Küstenschutz, Nationalpark und Meeresschutz nutzt den Hafen als Stützpunkt für den Küstenschutz. Am inneren Ende des Außenhafens befindet sich ein Yachthafen. Weitere Liegeplätze für Sportboote sind im Binnenhafen zu finden. Dieser wird seit dem Sommer 2010 von der Interessengemeinschaft Husumer Hafen (IGHH) verwaltet. Der Hafen ist Mitglied der Hafen-Kooperation Offshore-Häfen Nordsee SH. Im Jahr 2020 betrug der Güterumschlag 229.000 t, im Vorjahr 2019 waren es noch 242.000 t.
Im Westen der Stadt befindet sich die Schleuse zwischen Nordsee und Außenhafen mit angrenzendem Binnenhafen. Die Dimension der Schleusenkammer beträgt 56 m Länge, 24 m Breite und 13 m Höhe. Erbaut wurde die Schleuse 1975 und wird vom Landesbetrieb für Küstenschutz, Nationalpark und Meeresschutz betrieben. Die beiden Ebbe-Tore wiegen jeweils 45 t, die Flut-Tore dagegen jeweils 65 t. Der Tiefgang von vor 40 Jahren soll wieder hergestellt werden.

#### Straßenanbindungen
Husum liegt am Kreuzungspunkt verschiedener Bundesstraßen. Das Rückgrat bildet dabei die Bundesstraße 5, die in nord-südlicher Richtung östlich um die Stadt herumführt. In diesem Bereich, der Ende der 1980er Jahre errichteten Umgehungsstraße Husum, ist sie als höhenfreie zweispurige Kraftfahrstraße ausgebaut. Sie wird durch die im Stadtzentrum endenden Bundesstraßen B 200 und B 201 gekreuzt. Diese stellen die Verbindung zu den Städten Flensburg und Schleswig sowie zur A 7 her. Die B 5 führt in südlicher Richtung weiter nach Heide und mündet dort direkt in die A 23. In nördlicher Richtung führt sie an die Staatsgrenze bei Tønder (Dänemark).

#### Fahrradverkehr
Die Stadt Husum hat im Jahr 2010 eine Radverkehrsstrategie beschlossen, nach der die Infrastruktur für Radverkehr ausgebaut und Schwachstellen im Radwegenetz behoben werden sollen.
Husum ist an einige touristische Fahrradfernwege angeschlossen, u. a. an den Nordseeküsten-Radweg (verläuft als EuroVelo-Route 12 einmal um die Nordsee).

#### Luftverkehr
Der nächstgelegene Verkehrslandeplatz ist der Flugplatz Husum-Schwesing. Er befindet sich 3,8 Kilometer nordöstlich der nordfriesischen Kreisstadt und ist aus einem Teil des Fliegerhorstes Husum der Bundeswehr hervorgegangen.

### Medien
Die Regionalzeitung für Husum und den südlichen Bereich des Kreises Nordfriesland sind die Husumer Nachrichten. Sie wird vom Schleswig-Holsteinischen Zeitungsverlag mit Sitz in Flensburg herausgegeben. Darüber hinaus ist die Tageszeitung Flensborg Avis mit einer eigenen Lokalredaktion in Husum vertreten. Zudem wurde in Husum die Nordfriesland Palette wöchentlich verteilt. Das Anzeigenblatt entstand 1973 in Husum und gehörte bis zur Einstellung im Jahre 2023 zum Flensburger Kopp & Thomas Verlag. Außerdem verteilt der Schleswig-Holsteinische Zeitungsverlag sein Anzeigenblatt WochenSchau (Ausgabe für Nordfriesland) wöchentlich in Husum.
Ein weiteres Medienorgan ist der Offene Kanal Westküste. Träger des Lokalrundfunks ist der Offene Kanal Schleswig-Holstein, eine Anstalt öffentlichen Rechts. Der Radiosender sendet unter anderem aus einem Studio in den Räumlichkeiten der Hermann-Tast-Schule.
Husum ist außerdem Sitz der Verlagsgruppe Husum. Daneben wird von der hier ansässigen MSM Werbeagentur & Verlag GmbH der Friesenanzeiger herausgegeben.

### Öffentliche Einrichtungen

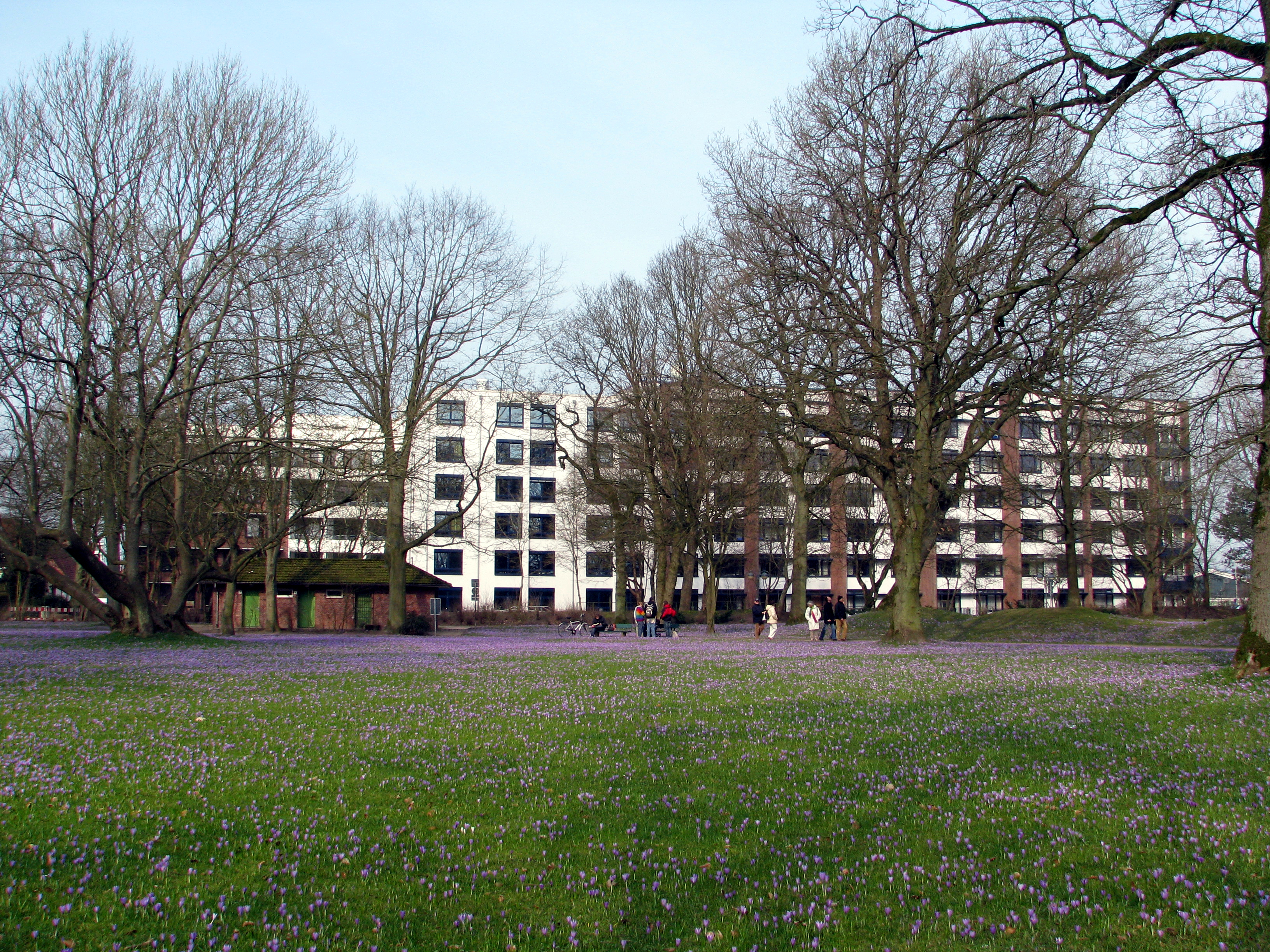
Klinik Husum

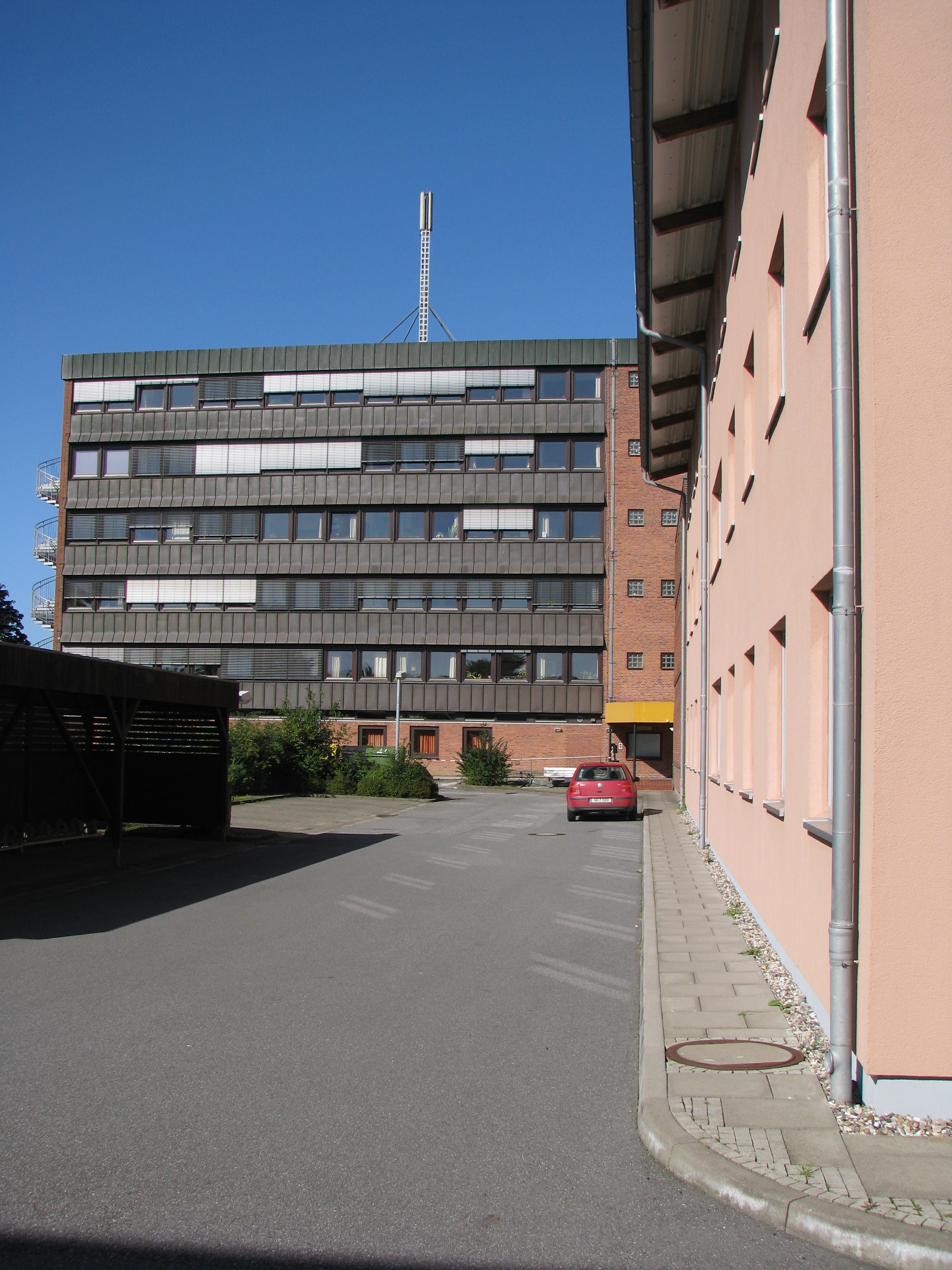
Gebäude des LKN in Husum und Dienststelle des LLUR

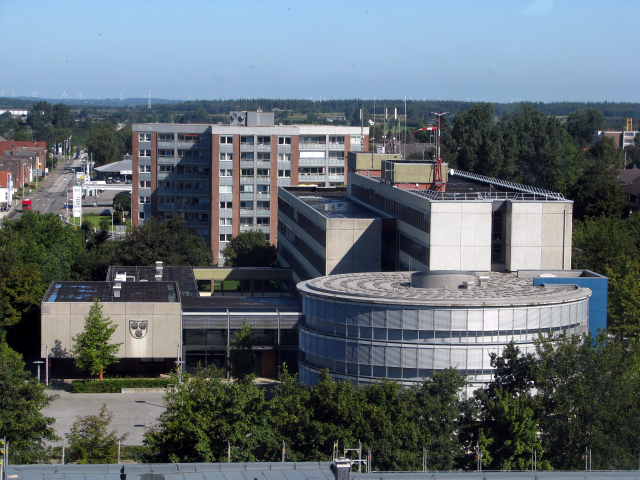
Kreishaus

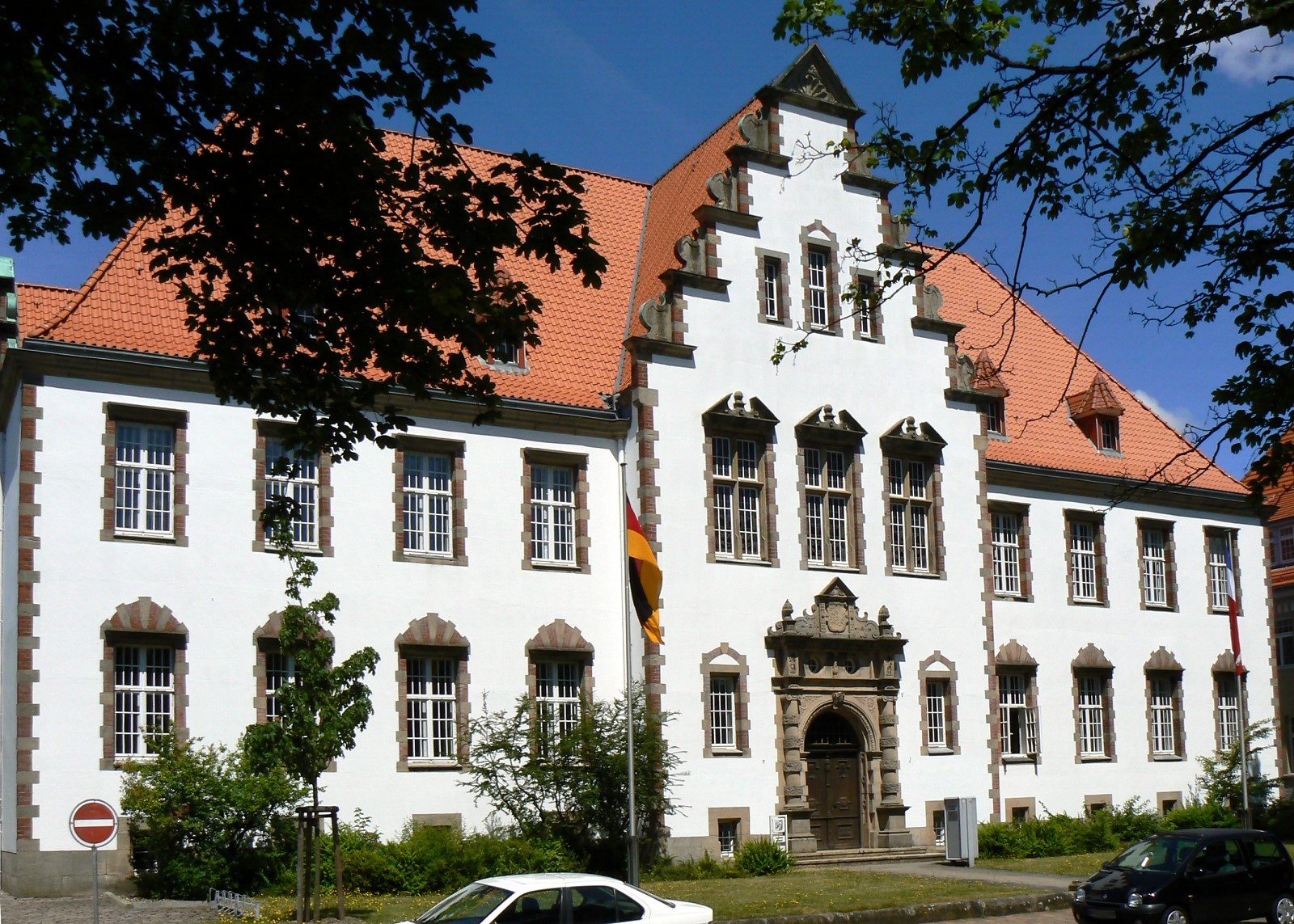
Amtsgerichtsgebäude

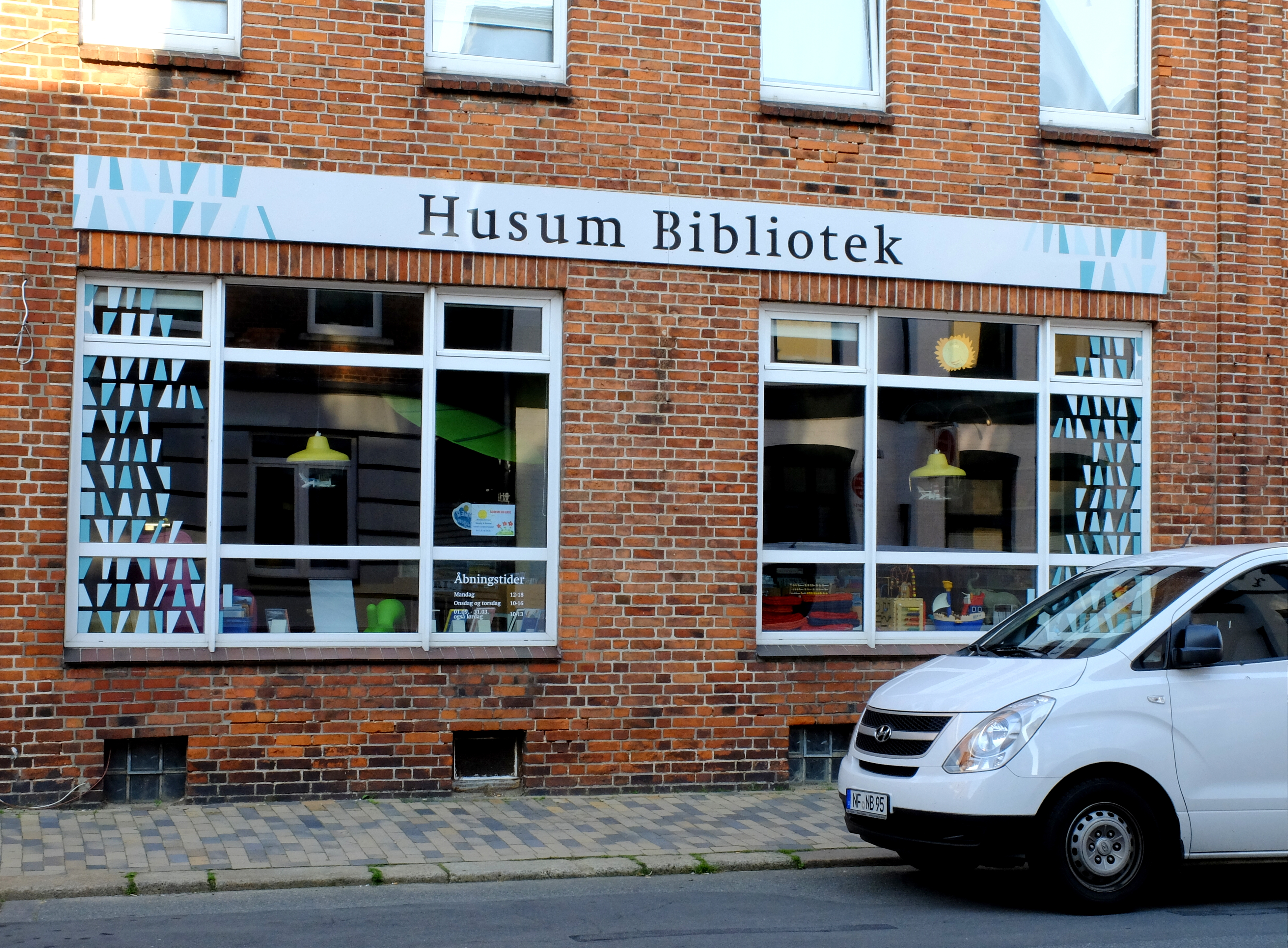
Dänische Bibliothek

In Husum ist mit der gleichnamigen Klinik der größte Standort des kreiseigenen Klinikums Nordfriesland ansässig. Dieser befindet sich direkt benachbart an der Nordostecke des Schlossparks am Erichsenweg.
Seit dem 1. Januar 2008 ist Husum Sitz des Landesbetriebs für Küstenschutz, Nationalpark und Meeresschutz (LKN). Im selben Gebäude direkt neben dem Bahnhof befindet sich eine Dienststelle des Landesamts für Landwirtschaft, Umwelt und ländliche Räume (LLUR).
Husum ist Sitz der Kreisverwaltung des Kreises Nordfriesland, es ist ein Amtsgericht angesiedelt, ebenso wie eine auswärtige Kammer des Arbeitsgerichts Flensburg. Der Bundesnachrichtendienst (BND) betrieb hier bis 2017 unter dem Tarnnamen Bundesstelle für Fernmeldestatistik am Ortsausgang in Richtung Schobüll eine Abhöreinrichtung für den Nachrichtenverkehr.
In Husum sind drei Bibliotheken beheimatet. Die Zentralbücherei Westküste Husum befindet sich heute gemeinsam mit dem Nordfriesischen Museum. Nissenhaus Husum im Ludwig-Nissen-Haus und beherbergt daneben die Stadtbücherei. Weiterhin gibt es die Dansk Bibliotek Husum, eine Außenstelle der Dänischen Centralbibliothek in Flensburg. Sie befindet sich im 1975 eröffneten dänischen Kulturzentrum Husumhus auf der Neustadt.

### Militärische Einrichtungen
Die Stadt Husum ist bereits seit längerer Zeit eine Garnison verschiedener militärischer Einrichtungen und Einheiten. Hierzu zählen heute die Fliegerhorstkaserne mit dem Sitz des Standortältesten, die Julius-Leber-Kaserne sowie ein Bundeswehr-Dienstleistungszentrum.

### Bildung

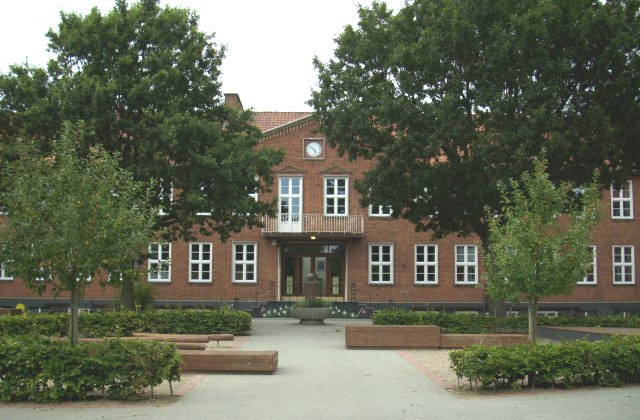
Husum Danske Skole

Neben zwei allgemeinbildenden Gymnasien (Hermann-Tast-Schule und Theodor-Storm-Schule) gibt es in Husum ein Berufliches Gymnasium, das Teil der Beruflichen Schulen des Kreises Nordfriesland ist. An allen drei Schulen kann die Allgemeine Hochschulreife erworben werden. Daneben sind in Husum zwei Gemeinschaftsschulen ansässig: die Gemeinschaftsschule Husum-Nord sowie die Ferdinand-Tönnies-Schule. Ergänzt wird das allgemeine Schulangebot durch vier Grundschulen.
Förderschulen in Husum sind:
- die Pestalozzi-Schule (Förderschwerpunkt Lernen)
- die Rungholt-Schule (Förderschwerpunkt Geistige Entwicklung)

Berufsschüler werden in der Beruflichen Schule des Kreises Nordfriesland in Husum unterrichtet.
Weitere deutschsprachige Bildungseinrichtungen sind die Volkshochschule Husum und das Bildungszentrum für Tourismus und Gastronomie (BTG). Letzteres ist eine Einrichtung der Wirtschaftsakademie Schleswig-Holstein.
Daneben gibt es noch die Husum Danske Skole, die vom Dänischen Schulverein für Südschleswig betrieben wird. Sie ist eine zehn Klassenstufen umfassende Gemeinschaftsschule mit dänischer Unterrichtssprache.
Von besonderer Bedeutung ist das Theodor-Schäfer-Berufsbildungswerk (TSBW). Es ist ein Berufsbildungswerk für behinderte Auszubildende des Diakonie-Hilfswerks Schleswig-Holstein.
Zudem ist Husum der Sitz der Kreismusikschule Nordfriesland, die im Schloss vor Husum angesiedelt ist.

## Vereine und Verbände

### Naturschutzverbände
Husum ist ein zentraler Standort für den Nationalpark Schleswig-Holsteinisches Wattenmeer. So befinden sich im Nationalparkhaus am Binnenhafen sowohl die Geschäftsstelle der Schutzstation Wattenmeer seit 2009 als auch das Projektbüro Wattenmeer des WWF. Außerdem hat der BUND (Kreisgruppe Nordfriesland und Ortsgruppe Husum) seine Geschäftsstellen im Nationalparkhaus Husum.

### Musikvereine und Chöre
In Husum bestehen Musikvereine von der Musikschule bis zur Blaskapelle. Der größte Musikverein ist der Spielmannszug & Jugendblasorchester Rödemis, welcher seit 2025 amtierender Deutscher Meister in Marsch und Show und einer der erfolgreichsten Spielmannszüge Europas ist. Einer der bekanntesten Chöre Husums ist der Konzertchor Theodor Storms Chor. Der Gesangverein mit dem vollen Namen Theodor Storms Chor von 1843 e. V. hat seinen Sitz in Husum. Zu den Husumer Gesangvereinen zählt außerdem der Gospelchor Husum Gospel Singers e. V. Weitere Chöre sind u. a. Die Husumer Stadtkantorei (Oratorienchor und Kirchenchor an St. Marien), der Husumer Shanty-Chor, der Gemischte Chor Husum und das Vokalensemble Kleiner Chor Husum.

### Sportvereine
In Husum gibt es ein breites Angebot an Sportvereinen. Größter Sportverein ist der TSV Husum. Mehr hierzu ist im Abschnitt Sport weiter oben zu lesen.

### Weitere Vereine
Die Theodor-Storm-Gesellschaft hat ihren Sitz im Theodor-Storm-Haus in der Wasserreihe. Der Nautische Verein Nordfriesland e. V. hat seinen Sitz in Husum. Der Verein bezweckt u. a. die Förderung aller im Interesse der Allgemeinheit liegenden Angelegenheiten der Handelsschifffahrt, der Fischerei, des Hafen- und Seewesens.

## Religionen
Die überwiegende Mehrheit der Husumer gehört der Evangelisch-Lutherischen Kirche in Norddeutschland an. Daneben finden sich Gemeinden der katholischen Kirche, der ebenfalls evangelisch-lutherischen Dänischen Kirche in Südschleswig und evangelische Freikirchen wie die Freie Christengemeinde Husum und die Gemeinde der Küstenkirche des Bundes Freikirchlicher Pfingstgemeinden. Zudem gibt es, zum Kirchenbezirk Flensburg gehörend, eine Neuapostolische Kirche in Husum.

## Kirchengebäude
- Marienkirche (ev.)
- Friedenskirche (ev.) – Das Gebäude wurde 1911 als Schulgebäude erbaut und 1961 in einen Kirchsaal umgebaut. 1965 erfolgte der Bau des Kirchturms mit zwei Glocken. Sie verfügt über rund 200 Sitzplätze.
- Christuskirche (ev.) – Die Kirche wurde 1895 im neugotischen Stil erbaut. Sie steht auf dem Ostfriedhof und hat vor einigen Jahren eine Beckerath-Orgel mit elf Registern auf zwei Manualen und Pedal erhalten.[57] Deren an Aristide Cavaillé-Coll angelehnte Disposition wurde durch den Kantoren und Organisten der Stadtkirche St. Marien sowie Kreiskantoren des Kirchenkreises Nordfriesland, Kai Krakenberg, entworfen. Das Gebäude verfügt über etwa 120 Sitzplätze. Der moderne Glockenturm steht südlich der Kirche. Architekt war der Husumer Friedrich Thomsen.
- Versöhnungskirche (ev.) – Die Kirche wurde 1968 in Zeltform erbaut. Sie verfügt über etwa 350 Sitzplätze. Der Kirchturm in unmittelbarer Nähe verfügt über zwei Glocken. Architekt war der Husumer Hans-Jochen Feddersen.
- Klosterkirche (ev.)
- Albert-Schweitzer-Haus, Rödemis (ev.)
- Kirchlein am Meer, Schobüll (ev.)
- Husum danske kirke (ev., dänisch)
- Auferstehungskirche (ev.-freik.)
- Freie Christengemeinde (ev.-freik.)
- Küstenkirche (ev.-freik.)
- Christus König und St. Knud (kath.)
- Neuapostolische Kirche
- Kapelle im „Gasthaus zum Ritter St. Jürgen“

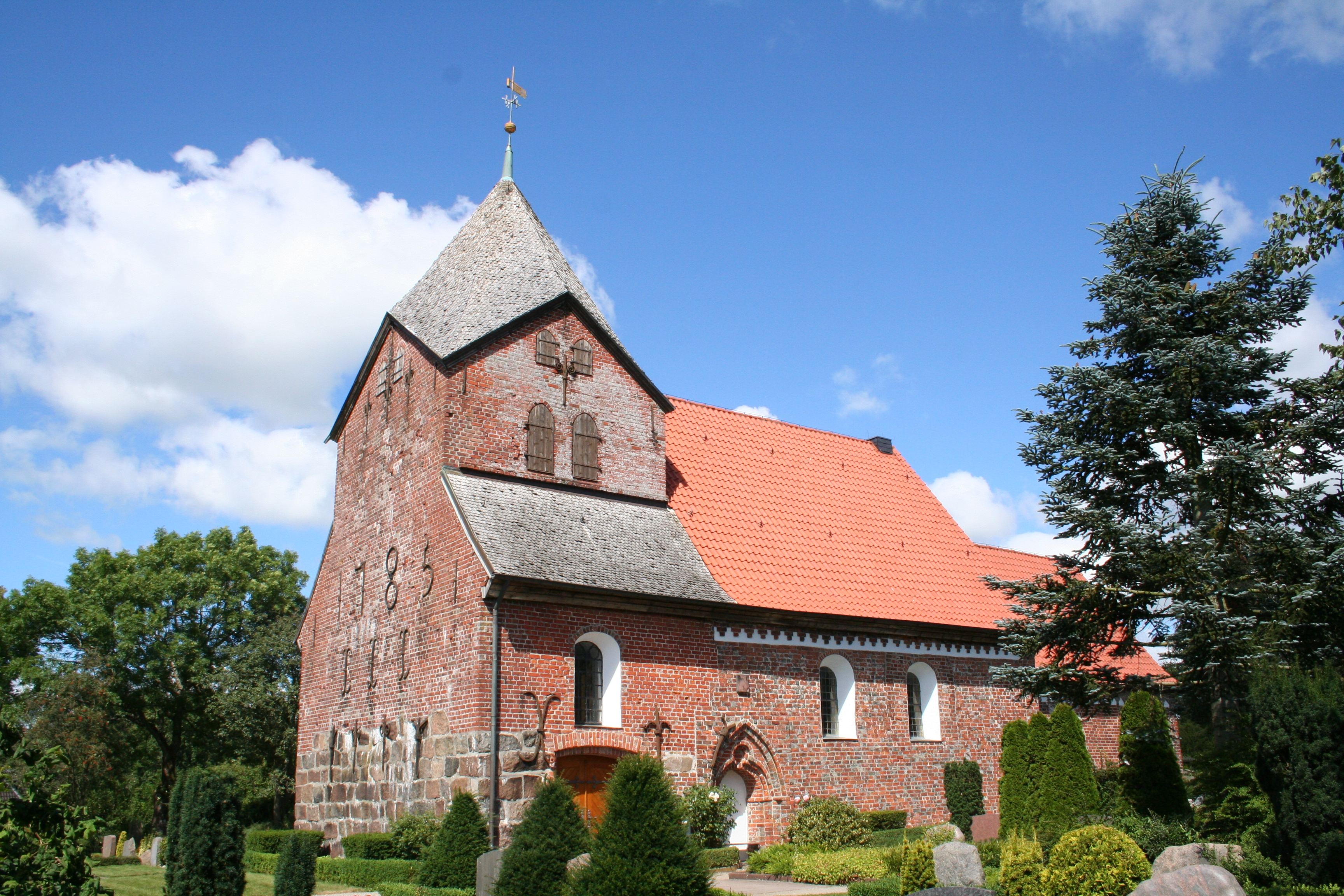
Kirchlein am Meer, Schobüll
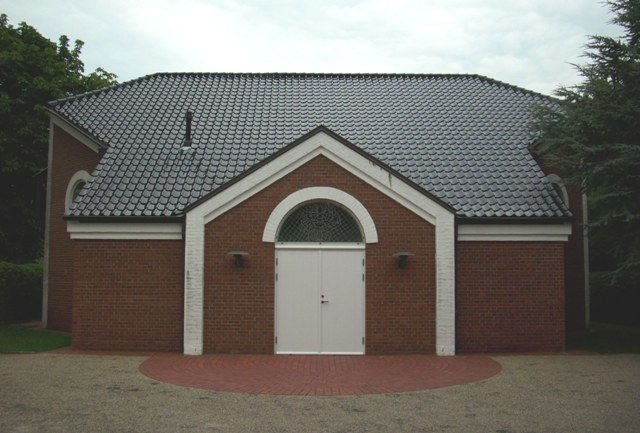
Husum danske kirke
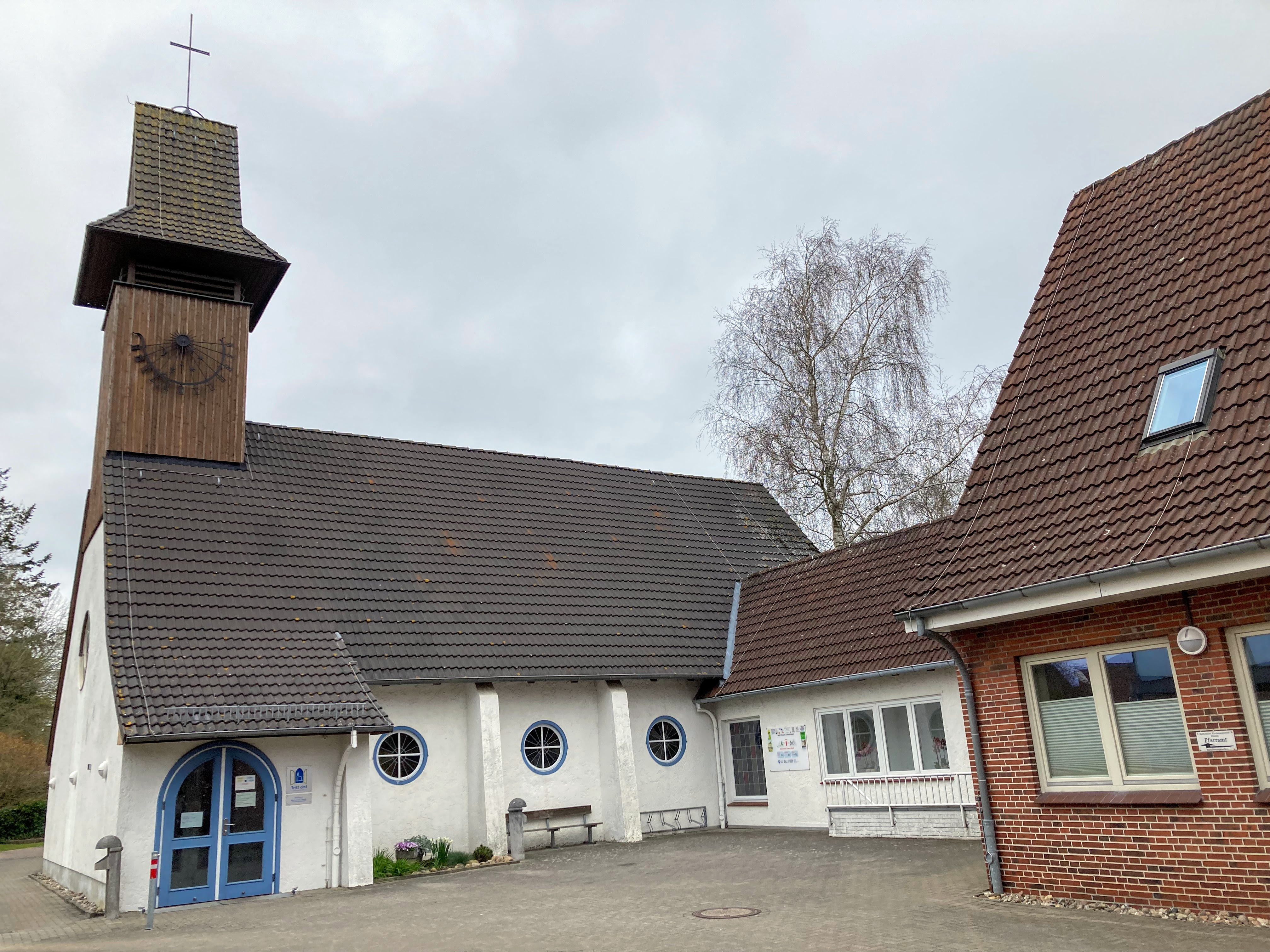
Christus König und St. Knud
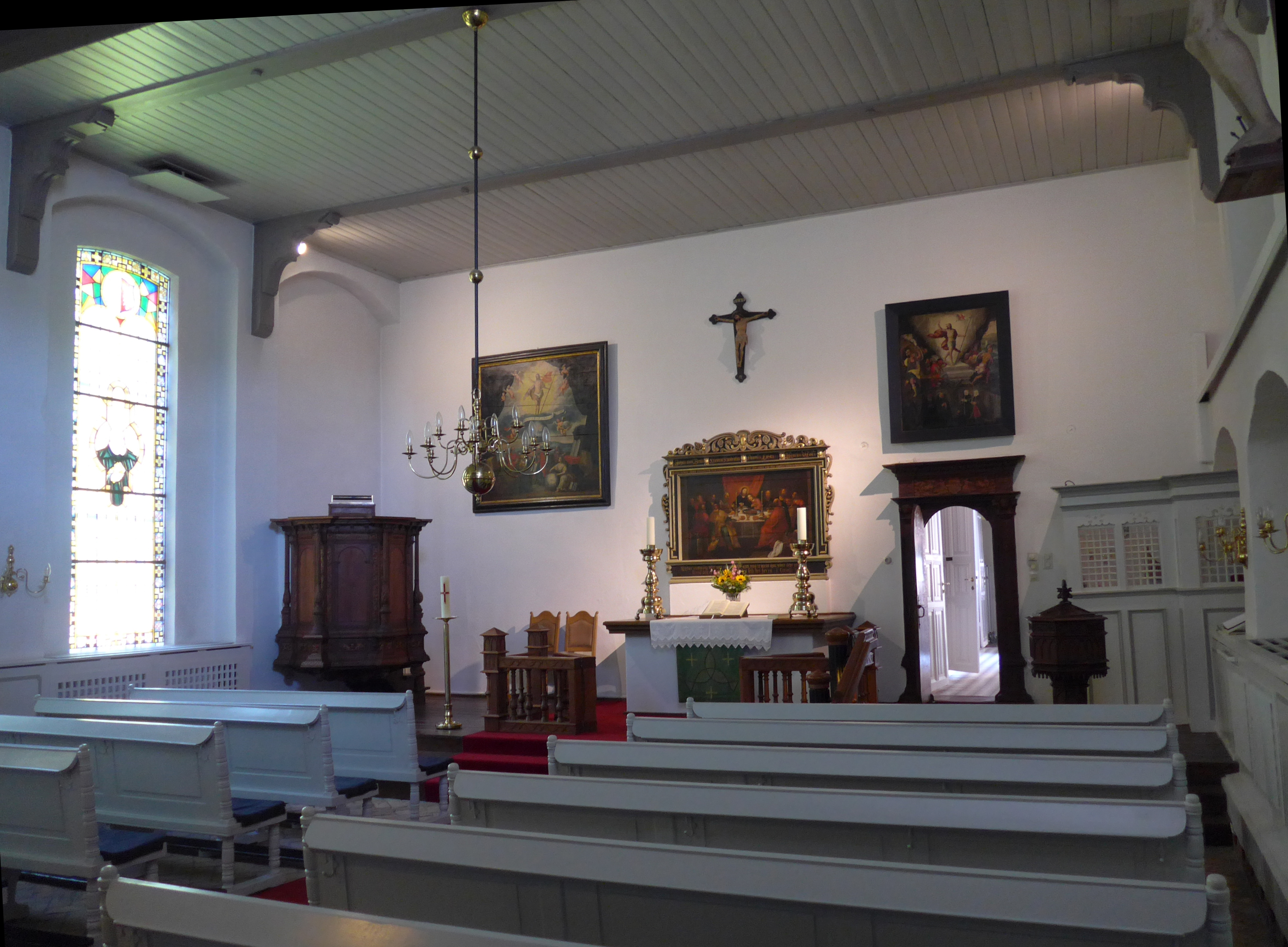
Kapelle im „Gasthaus zum Ritter St. Jürgen“

## Persönlichkeiten

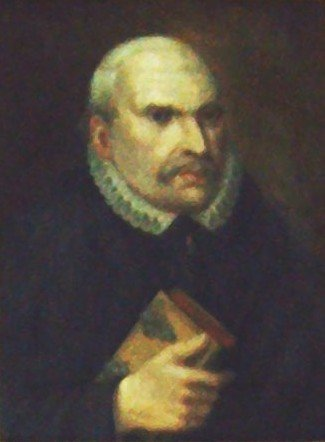
Hermann Tast (Datum unbekannt)
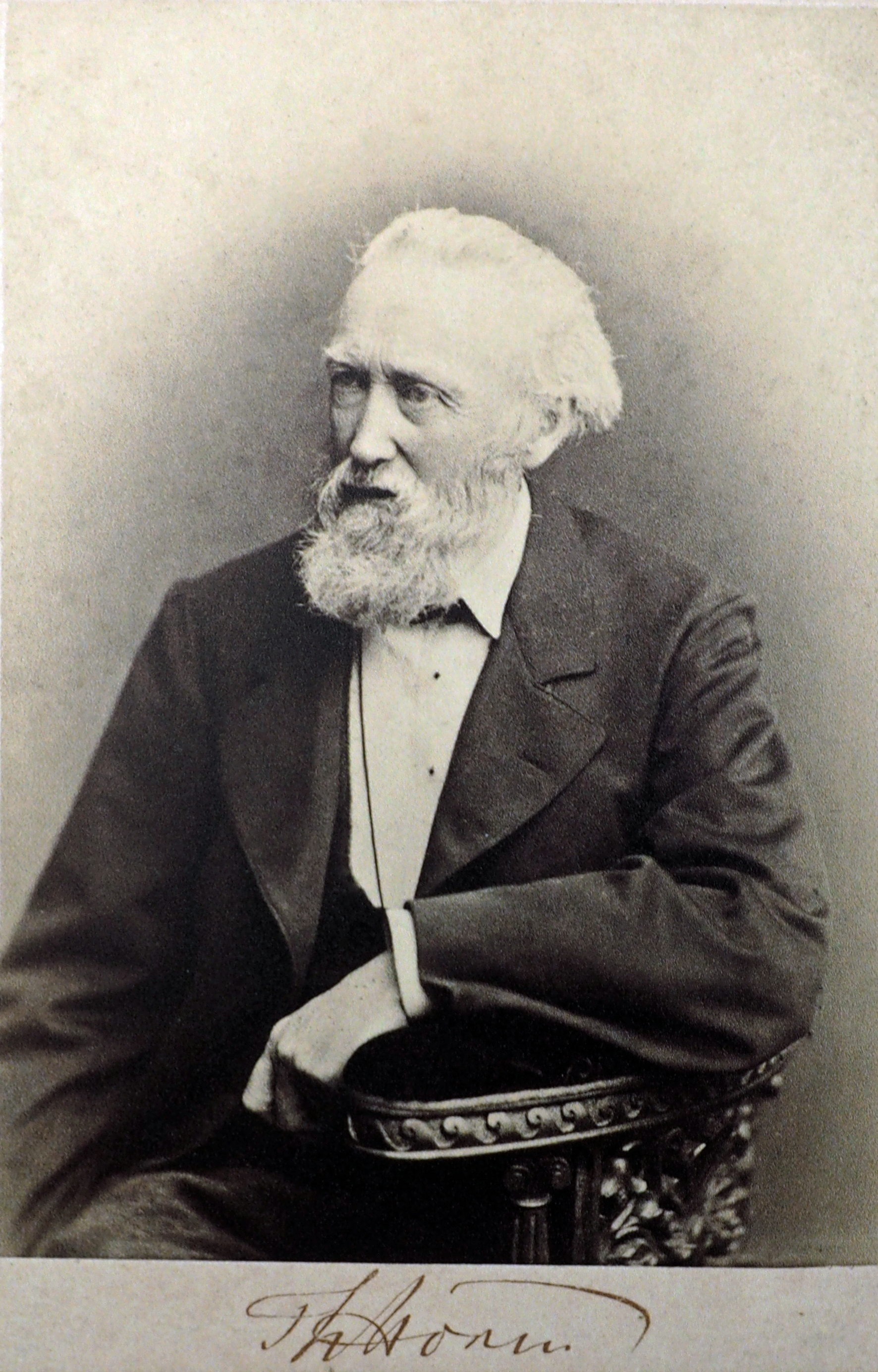
Theodor Storm
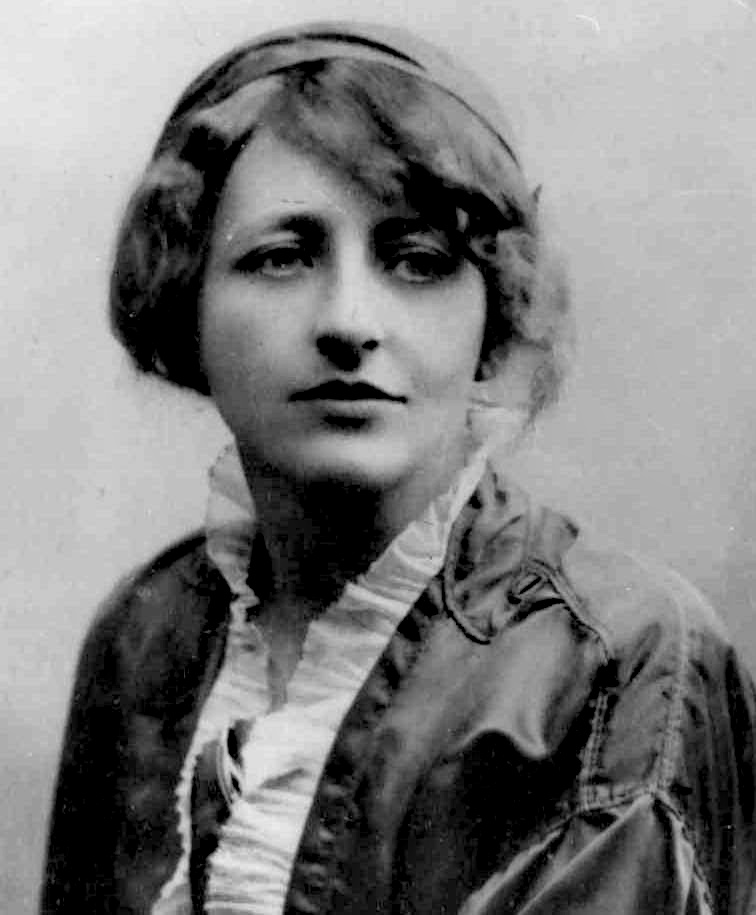
Fanny Gräfin zu Reventlow (um 1900)
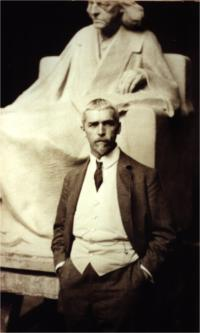
Adolf Brütt (1909)

### Ehrenbürger
- Karl Ernst Laage (1920–2017), ehemaliger Direktor der Hermann-Tast-Schule, Theodor-Storm-Experte und Begründer der modernen Storm-Forschung, baute das Theodor-Storm-Museum und -Archiv auf.
- Verwaltungsgerichtsrat a. D.  Werner Mensching (1882–1964) war 12 Jahre Bürgermeister in Husum und erhielt am 24. April 1959 den Ehrenbürgerbrief der Stadt Husum.

### Söhne und Töchter der Stadt

#### Vor 1901
- Hermann Tast (1490–1551), Reformator
- Caspar Hoyer (1540–1594), Staller der Landschaft Eiderstedt
- Nicolaus Peträus (1569–1641), Theologe, Superintendent in Ratzeburg
- Hermann Latherus (1583–1640), Jurist
- Johannes Christoph Meurer (1598–1652), Syndicus und Diplomat der Hansestadt Hamburg
- Johannes Mejer (1606–1674), Kartograf
- Augustus Giese (1620–1696), Jurist
- Friedrich Giese (1625–1693), Beamter in dänischen Diensten
- Peter Axen (1635–1707), Jurist, Philologe, Humanist und Diplomat
- Laurentius Laurentii (auch Lorenz Lorenzen) (1660–1722), evangelischer Pastor und Kirchenlieddichter
- Peter Goldschmidt (1662–1713), evangelischer Prediger, Verteidiger des Hexenglaubens
- Friedrich Grüning (1768–1842), Pädagoge und Autor
- Johann Christian Gottlieb Schaumann (1768–1821), Philosoph, Pädagoge und Hochschullehrer
- Johann Valentin Francke (1792–1830), Klassischer Philologe und Hochschullehrer
- Caspar Arnold Engel (1798–1863), Politiker, interimistischer Landdrost und Abgeordneter der Frankfurter Nationalversammlung 1848/1849
- Peter Wilhelm Forchhammer (1801–1894), Archäologe, Philologe, Politiker, Mitglied des Preußischen Herrenhauses
- Peter Diederich Johannsen (1801–1886), Tischlermeister und Mitglied der Hamburgischen Bürgerschaft
- Christian Ludwig Ernst von Stemann (1802–1876), deutsch-dänischer Jurist und Historiker
- Ernst Friedlieb (1805–1866), Jurist und Hochschullehrer
- August Decker (1806–1884), deutscher evangelisch-lutherischer Geistlicher und Autor
- Georg Beseler (1809–1888), Jurist und Politiker, Mitglied der Frankfurter Nationalversammlung 1848/49
- Ernst Friedlieb (1815–1866), Jurist und Hochschullehrer
- Theodor Storm (1817–1888), Schriftsteller, beschrieb in vielen Werken seine Heimatstadt, siehe Die Stadt (Gedicht)
- Paul Gottburgsen (1832–1903), Bürgermeister von Apenrade, Reichstagsabgeordneter
- Richard von Hagn (1850–1933), Architektur- und Landschaftsmaler des Realismus und Naturalismus
- Hans von Petersen (1850–1914), Marinemaler
- Sophus Tromholt (1851–1896), dänischer Lehrer und Nordlichtforscher
- Adolf Brütt (1855–1939), Bildhauer, Schöpfer des Theodor Storm-Denkmals (1898) und des zum Wahrzeichen Husums gewordenen Asmussen-Woldsen-Brunnens (1902)
- Ludwig Nissen (1855–1924), nach New York City ausgewanderter Diamantenhändler und Stifter des nach ihm benannten Ludwig-Nissen-Hauses (heute: Nordfriesisches Museum. Nissenhaus Husum)
- Emil Schiller (1865–1945), Pfarrer und Missionar in Japan
- Margarete Böhme (1867–1939), Schriftstellerin
- Oskar Vogt (1870–1959), Neuroanatom, Psychiater, sezierte in den 1920er Jahren das Hirn von Lenin
- Franziska zu Reventlow (1871–1918), deutsche Malerin und Schriftstellerin
- Hermann Siemonsen (1882–1958), lutherischer Geistlicher
- Albert Petersen (1883–1943), Schriftsteller
- Agnes Pechuel-Lösche (1888–nach 1956), Malerin und Kunstgewerblerin
- Albert Johannsen (1890–1975), Maler und Bruder von Agnes Pechuel-Lösche
- Goslar Carstens (1894–1978), Rechtsanwalt, Kommunalpolitiker, Heimatkundler und Autor; Bürgermeister von Husum im Jahre 1946

#### Ab 1901
- Margareta Erichsen (1916–2006), Malerin und Illustratorin
- Johann Max Böttcher (1920–2014), Unternehmer und Philanthrop
- Elisabeth Dering (1921–1997), Malerin
- Uwe Röhl (1925–2005), Organist und Kirchenmusiker
- Hermann Friedrich Bruhn (1931–1972), Bauunternehmer
- Norbert Wolf (* 1933), Sportfunktionär
- Rolf Bohnsack (1937–2009), Volksschauspieler
- Peter Kuckei (1938–2023), Künstler
- Claus-Frenz Claussen (1939–2022), Begründer der Neurootologie in Deutschland
- Kerrin Gräfin von Schwerin (* 1941), Historikerin
- Hans Hartz (1943–2002), Musiker und Liedermacher
- Ulf von Hielmcrone (1944–2020), Jurist, Autor und Politiker (SPD)
- Eckhard Feddersen (* 1946), Architekt
- Ruth Springer (* 1946), Politikerin (SPD)
- Rainer Trox (* 1946), Fußballtorwart
- Herwig Ahrendsen (* 1948), Handballspieler
- Petra Articus (* 1948), Zisterzienserin, Äbtissin des Klosters Seligenthal
- Günther Fischer (* 1950), Architekt und Hochschullehrer
- Manfred Lange (* 1950), General der Bundeswehr
- Wolfgang Noack (1951–2018), Schauspieler und Hörspielsprecher
- Norbert Hansen (* 1952), Gewerkschaftsvorsitzender und Unternehmensvorstand
- Hans-Ruprecht Leiß (* 1954), Zeichner und Maler
- Martin Heinig (* 1958), Maler
- Harm-Peer Zimmermann (* 1958), Professor für Populäre Literaturen und Medien an der Universität Zürich
- Ulrich Nehls (* 1959), Kirchenmusiker und akademischer Musiklehrer
- Marina Braun (* 1960), Schauspielerin, Radio- und Fernsehmoderatorin
- Jochen Hein (* 1960), Maler
- Iris Paech (* 1961), Sängerin, Produzentin und Radiomoderatorin
- Ingo Schulz (* 1962), Kirchenmusiker, Organist und Komponist
- Johann Wadephul (* 1963), Jurist und CDU-Politiker, seit 2009 MdB, seit 2025 Bundesaußenminister
- Hauke Braack (* 1963), Hallen- und Beachvolleyballspieler, Volleyballer des Jahres 1988
- Lars Harms (* 1964), SSW-Politiker
- Dörte Hansen (* 1964), Schriftstellerin
- Frank Jacobsen (1964–2014), Schauspieler und Regisseur
- Jan Kusber (* 1966), Osteuropähistoriker in Mainz
- Joachim Friedrich Quack (* 1966), Ägyptologe, Träger des Gottfried-Wilhelm-Leibniz-Preises
- Birte Frenssen (* 1967), Kunsthistorikerin
- Stefan Welsch (* 1969), Cellist und Musikpädagoge
- Frank Bremser (* 1972), Radiomoderator, Comedian und Sänger
- Isgaard (* 1972), Sängerin
- Hajo Wulff (* 1972), Handballspieler und -trainer
- Wiebke Puls (* 1973), Schauspielerin und Sängerin
- Jan Wayne (alias Jan Christiansen) (* 1974), DJ, Sänger und Musikproduzent
- Florian Bruns (* 1978), Medizinhistoriker
- Lars Christian Grabbe (* 1978), Professor für Theorie der Wahrnehmung, Kommunikation und Medien an der FH Münster
- Anne Hansen (* 1980), Schriftstellerin
- Matthias Holst (* 1982), Fußballspieler
- Torge Johannsen (* 1983), Handballspieler
- Christine Ewers (* 1984), Meeres- und Entwicklungsbiologin
- Morten Jensen (* 1987), Fußballtorwart
- Maike Timmermann (* 1989), Fußballspielerin
- Janina Uhse (* 1989), Schauspielerin
- Marco Reimers (* 1990), Schauspieler
- Kianusch Stender (* 1993), Politiker (SPD)
- Truels Reichardt (* 1994), Politiker (SPD)
- Michael Nicolaisen (* 1995), Handballspieler
- Nico Empen (* 1996), Fußballspieler
- Oscar von Oettingen (* 2003), Handballspieler
- Arv Kinsky (* 2005), Handballspieler

### Mit Husum verbunden

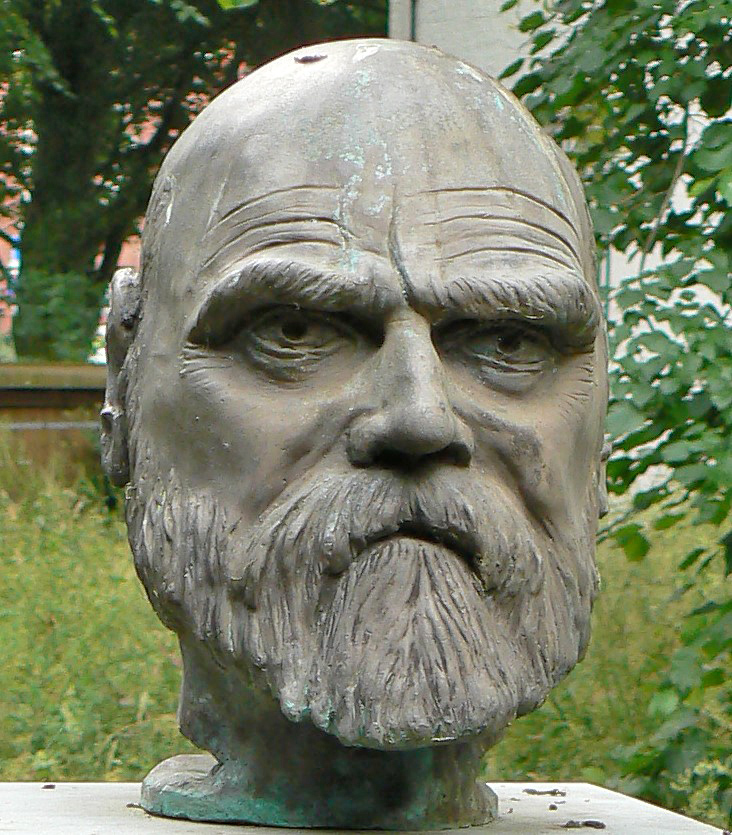
Ferdinand Tönnies,
Büste des Begründers der deutschen Soziologie
im Schlosspark

- Die in Tondern geborene Anne-Dora Arnold (1883–1971) wuchs in Husum auf und wurde später eine Kunst- und Porträtmalerin; sie war mit dem Simplicissimus-Maler Karl Arnold verheiratet.
- Der in Flensburg geborene Sänger und Musikforscher Ulf Bästlein (* 1959) wuchs in Husum auf und absolvierte 1978 an der Hermann-Tast-Schule das Abitur. Seit dem Jahr 2000 ist er künstlerischer Leiter der „Liedkunst im Schloss vor Husum“.
- Die Kunstmalerin Elisabeth Wilhelmine Johanna Bitterling-Wolters (1892–1982) lebte von 1962 bis zu ihrem Tod in Husum
- Der in Schwabstedt geborene Barockkomponist Nicolaus Bruhns (1665–1697) ist als Husumer Organist bekannt geworden.
- Peter-Harry Carstensen (* 1947), Politiker (CDU), 2005–2012 Ministerpräsident von Schleswig-Holstein, machte 1966 sein Abitur an der Hermann-Tast-Schule.
- Rudolf Eucken (1846–1926), Schriftsteller und Literatur-Nobelpreisträger, war kurzzeitig Gymnasiallehrer in Husum.
- Anna Gottburgsen (1896–1988), Blumen- und Landschaftsmalerin
- Der Maler, Grafiker und Buchillustrator Jan Hamkens lebte von 1867 bis zu seinem Tode 1918 in Husum. Wichtig war seine Zusammenarbeit mit der Stadt Husum im Rahmen des Husumer Stadtjubiläums 1903. Er entwarf anlässlich dieser 300-Jahr-Feier verschiedene Reklamemarken, das offizielle Plakat der Stadt und eine Reihe von Postkarten, die „Alt Husum“ und lokale Motive darstellten und die von der Buchhandlung Dr. Delff herausgegeben wurden.
- Die Extrem-Kanusportlerin Freya Hoffmeister (* 1964) lebt in Husum.
- Der Schriftsteller Karl Heinrich Keck (1824–1895) war von 1870 bis 1887 Rektor der Husumer Gelehrtenschule und Lehrer von Ferdinand Tönnies. Eugen Petersen, Ludwig Matthiessen und Rudolf von Fischer-Benzon unterrichteten während seiner Zeit als Rektor.
- Der Industriedesigner und Maler Rolf Krüger (* 1939) wuchs in Husum auf.  Er lebt in Husum.
- Die in Berlin geborene Malerin und Bildhauerin Ruth Nossenheim lebte seit Ende der 1950er Jahre bis zu ihrem Tod 1989 in Husum
- Gundel Paulsen (1926–2018), Pädagogin und Herausgeberin von Anthologien, lebte von 1974 bis zu ihrem Tod in Husum
- Der Theologe und Bischof Alfred Petersen (1909–2004) war zehn Jahre lang Propst in Husum
- Richard Petersen (1865–1946), technischer Leiter beim Bau der Wuppertaler Schwebebahn, in Husum aufgewachsen
- Als überregional bekannt gewordener Chefredakteur der Husumer Nachrichten von 1963 bis zu seinem Tod setzte sich Helmut Sethe (1929–1983) u. a. engagiert für die Völkerverständigung ein.
- Der Historiker und ehemalige langjährige Direktor des Nordfriisk Instituut Thomas Steensen (* 1951) lebt in Husum.

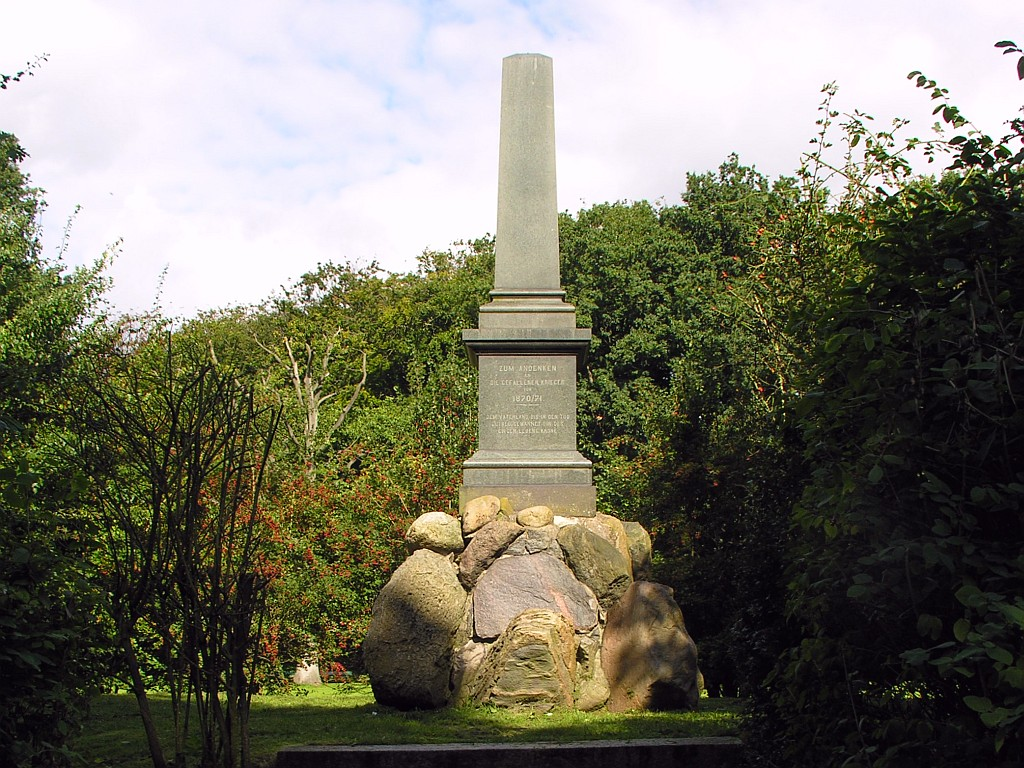
Ehrenmal für die Gefallenen von 1870/1871

- Ferdinand Tönnies (1855–1936), der Begründer der Soziologie in Deutschland, legte an der Hermann-Tast-Schule (Gelehrtenschule) 1872 sein Abitur ab. Damals wohnte die Familie Tönnies im „Kavaliershaus“ beim Schloss; in der Nähe findet sich seit 2005 sein Denkmal.

## Ehrenmal
Im Schlosspark befindet sich das Ehrenmal für die Gefallenen aus Husum von 1870/71.

## Sonstiges
- Ein Airbus A321 der Lufthansa (D-AIRS) trägt seit 1996 den Namen Husum.[58]
- Husum gilt als die deutsche Stadt mit der im Jahresdurchschnitt höchsten Windgeschwindigkeit.
- Das Rotbunte Husumer oder Dänische Protestschwein wurde volkstümlicher Überlieferung nach gezüchtet, weil es der in und um Husum lebenden dänischen Minderheit unter preußischer Herrschaft nicht erlaubt war, den Dannebrog zu hissen. Daraufhin sei dieses Hausschwein entstanden, das in seiner Färbung der dänischen Flagge ähnelt.